# Pagani (Italia)
Pagani (Pavan in dialetto paganese) è un comune italiano di 35 065 abitanti della Provincia di Salerno in Campania.

## Geografia fisica
La città sorge lungo le pendici settentrionali dei Monti Lattari (Monte Albino), nel territorio della Valle del Sarno che prende il nome di Agro nocerino-sarnese. 

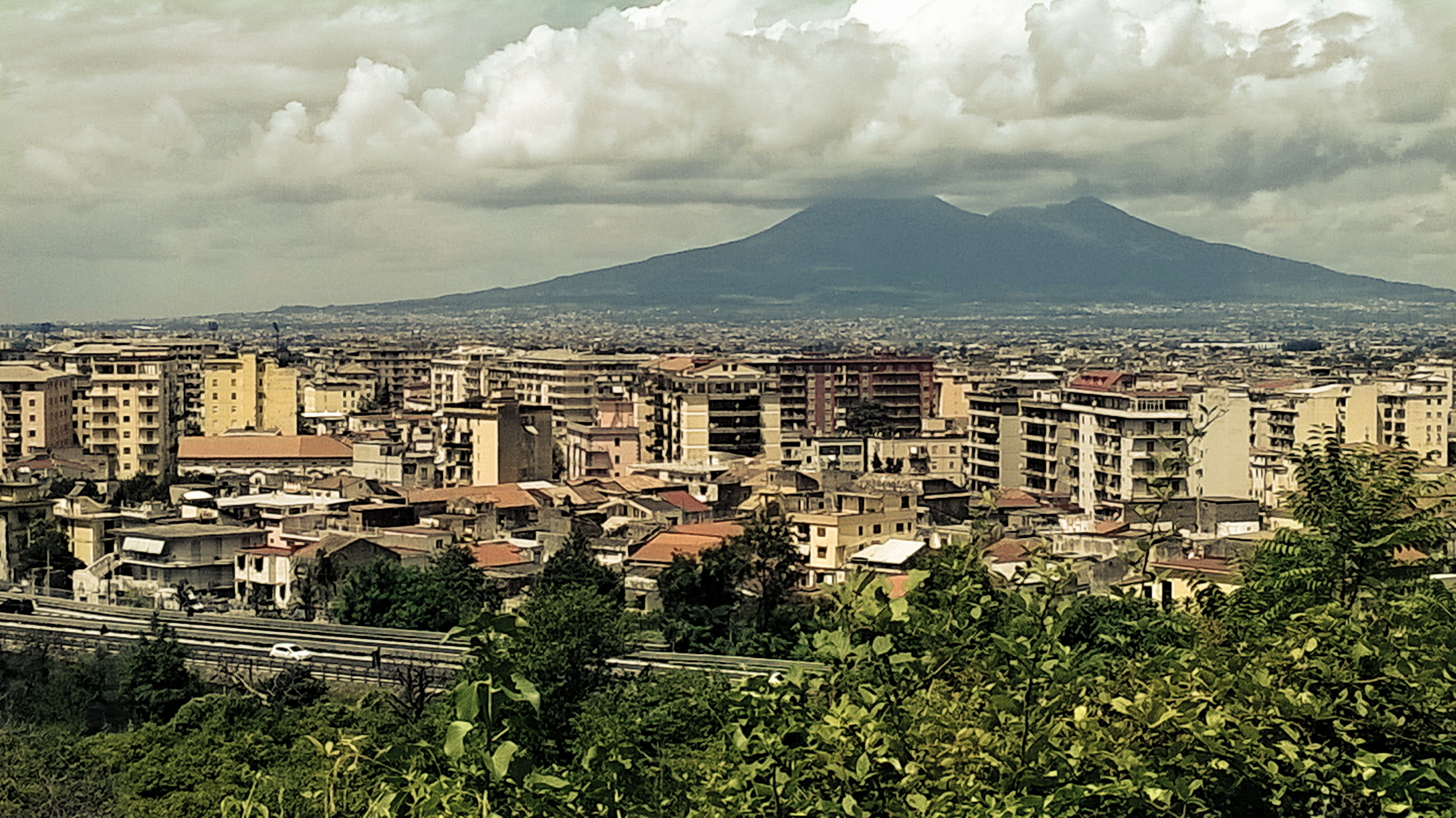
Veduta del Vesuvio da Pagani, località Torretta

Collocata nella zona settentrionale della provincia di Salerno, è la seconda città più densamente popolata della sua provincia.

### Territorio
Il suo territorio è attraversato dall'Alveo comune nocerino (opera idraulica generata dalla confluenza, nel territorio del confinante Comune di Nocera Inferiore, dei torrenti Cavaiola e Solofrana), affluente del fiume Sarno, e ha una superficie prevalentemente pianeggiante con altitudine massima di 855 m e altitudine minima di 15 m.
In passato ha subito notevoli danni causati dai terremoti, inoltre ha risentito dell'attività vulcanica del Vesuvio, distante circa 20 km, con l'arrivo di detriti e lapilli trasportati dai venti.

### Clima
Il clima è di tipo mediterraneo, la città è inserita nella zona climatica C:
- Classificazione climatica: zona C 1184 GG.[11]

## Origini del nome
Sul toponimo di Pagani sono state avanzate diverse ipotesi.
Quella più probabile fa derivare il toponimo dalla famiglia Pagano, divenuta nobile in età normanna o ritenuta di origine franco-normanna (nel ramo familiare, secondo diversi araldisti ed eruditi, ci sarebbe Ugo dei Pagani, fondatore dei Templari, tesi messa in dubbio dai medievisti della storiografia ufficiale).
Tale famiglia già nel XIV sec. si stabilì in questa contrada divenendo potente ed autoritaria, ricca di concessioni terriere ed assumendo numerosissimi posti nel comando.
Lo storico De Santi, attraverso documenti che vanno dal 1422 al 1454, dimostra come la famiglia Pagano fosse stata fortemente radicata già nella zona di Cortimpiano. Lo storico Orlando aggiunge: "questa famiglia... aveva abitazioni tanto vaste, che occupavano la terza parte, quasi, di quel che poi si disse Pagani".
I Pagano, nel 1433, ebbero in concessione la signoria del borgo di Cortimpiano, e iniziò ad essere identificato come il "casale de li Pagani".
Altre sono state le ipotesi avanzate riguardo al nome Pagani: è assai probabile che il nome Pagani sia legato all'esistenza di un pagus, (circoscrizione territoriale rurale accentrata su luoghi di culto pagani) la cui presenza è ipotizzabile al di fuori delle mura della città di Nuceria Alfaterna. Nell'antica Roma, chi abitava fuori della cerchia della circoscrizione urbana veniva detto... anche pagano, perché abitava in un pagus.
C'è chi lo vuole derivato dalla presenza dei Saraceni nella zona, ed i Saraceni, come si sa, furono infedeli, quindi pagani. Tale colonia saracena si sarebbe stabilita intorno al IX secolo con la connivenza dei Duchi di Napoli.
C'è chi ritiene che Pagani prenda il nome dal termine greco pagos; e pagos erano i leukos-lucus. Questi luoghi sacri erano i Pagi e i loro abitanti i Pagani.
Si ritiene che, stando all’araldica della nobile famiglia Pagano, tale famiglia abbia mutuato dal luogo di Pagani il loro nome.

## Storia

### Le origini
Qualche storico farebbe risalire il primo insediamento abitativo in zona nel I millennio a.C.
La zona fu abitata da popolazione indigena: I Pelasgi, di origine asiatica, coi Greci, scesero in Italia, e da essi: Sarrasti, Alfaterni e Taurani.
La tribù dei Taurani dette origine al primo nucleo di abitanti a Pagani. Di lontana origine africana, vennero dalla Grecia, come la maggior parte degli antichi colonizzatori dell'Italia meridionale. Al tempo degli Etruschi, dal secolo VIII al V a.C. Taurania fu cinta di mura divenendo una oppidum e si dice che abbia rivaleggiato anche con la sorella Nuceria e la vicina Nola.
L'importanza strategica di Taurania è attestata dall'autorevole storico romano Tito Livio.
Taurania viene distrutta da Roma durante la guerra sociale (e rasa al suolo da Silla nel 90 a.C.).
Lo storico Giulio Cesare Capaccio, ricorda una Taurania situata verso il fiume Sarno e cita Plinio Secondo.
Lo storico Pastore annota: “Distrutta la città di Stabia, le altre città, come Pompei, Ercolano, ritornarono ad essere sottomesse al potere di Roma, ma Taurania resistette e, caduta nelle mani dei legionari di Silla, fu saccheggiata, distrutta, bruciata e rasa al suolo a tal punto che di essa oggi non vi è più traccia …”. Difatti della distruzione e scomparsa di “Taurania” ne parla Plinio il Vecchio (Naturalis Historia, lib. III, cap. V): “ … interdicit et Taurania”.  Dopo l'eruzione del Vesuvio del 79 d.C. si perdono tutte le tracce dell'antica Taurania.
Secondo qualche storico la prova della presenza dei Taurani nel territorio di Pagani è data da diversi toponimi, ma questi dati sono insufficienti e confusi. Inoltre Taurania è stata identificata ipoteticamente anche in altri luoghi della Campania.

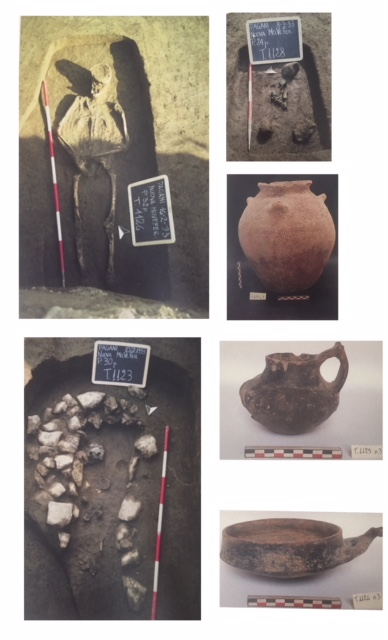
Reperti archeologici a Pagani

È comunque certa l'esistenza di un abitato di epoca protostorica vista la presenza di necropoli e di un reticolo di strade al servizio di esse. I rinvenimenti nel territorio di Pagani di sette tombe più la prova dell'esistenza di altre tre sepolture del tipo a "struttura complessa" a circolo, caratterizzata dal rito delle tombe a fossa (Fossakultur), conferma indubitabilmente l'appartenenza del territorio dalla metà del IX al VI secolo a.C alla facies culturale della piana del Sarno e al popolo dei Sarrasti. I saggi, sia pure parcellizzati, hanno permesso di accertare che tutta la parte alta del territorio di Pagani è interessata da estese necropoli.

### Epoca romana
La posizione del territorio di Pagani lungo la importante via di transito Nuceria-Stabias dovette iniziare a favorirne lo sviluppo come piccolo centro urbano che cominciò ad assumere una maggiore importanza in epoca romana con la realizzazione nel I sec. a.C. della via Nuceria-Pompeios e con la conseguente divisione agraria del territorio. Si può quindi ipotizzare la presenza di un Pagus di epoca romana. Infatti su queste importanti vie consolari si appoggiò il sistema della centuriazione agraria che favorì il popolamento del territorio e lungo i quali si dispose il complesso dei rinvenimenti archeologici portati alla luce e che si data tra il II sec. a.C. ed il I sec. d.C. A questo periodo risalgono dei ritrovamenti archeologici di ville rustiche situati in via Ammaturo (I sec. a.C.), via Nazionale (I sec. a.C.) e via Tramontano (II-I sec. a.C.).

Dell´età romana (I sec. d.C.) è una statua raffigurante un togato posta presso il centro storico. Forse da collegare ad una struttura templare antica piuttosto che ad un edificio funerario è la colonna liscia e il capitello, anche essi localizzati presso il centro storico.

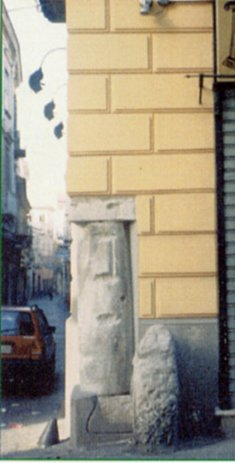
Colonna di marmo e statua raffigurante un togato

In epoca romana esisteva un luogo denominato campum hare (Campodara), nota nei documenti già dal 983, che in seguito diverrà il casale de' La domara. Nel 1640, in località Campodara, nel corso di saggi archeologici, erano venuti alla luce resti di un antico tempio.
Lo storico Simone Lunadoro ritiene che in contrada Campodara, in antico Campus Arae, vi era il Tempio di Giunone Argiva, fabbricato da Giasone, con il bosco Sacro, e l'Altare dei sacrifici.
Il territorio subì danni provocati dall'eruzione del Vesuvio del 79 d.C. e lo straripamento del fiume Sarno, causando forti disagi alla popolazione, tanto che molti si trasferirono in una zona più rialzata nel piano detto di San Felice (successivamente nell'era medioevale verrà denominato Curtis in plano), già noto nel 65 d.C. perché vi trovarono il martirio, durante la persecuzione dei cristiani voluta dall'imperatore Nerone, i santi Felice e Costanza, le cui spoglie riposano nella chiesa del Santissimo Corpo di Cristo in Pagani.

### Medioevo
Dopo la caduta dell'Impero Romano, nella zona tornarono a formarsi dei borghi lungo il percorso delle antiche vie consolari e fra questi si svilupparono il borgo di Barbazzano e quello denominato Curtis in Plano, o Cortimpiano, dove fu poi edificato anche un castello. 

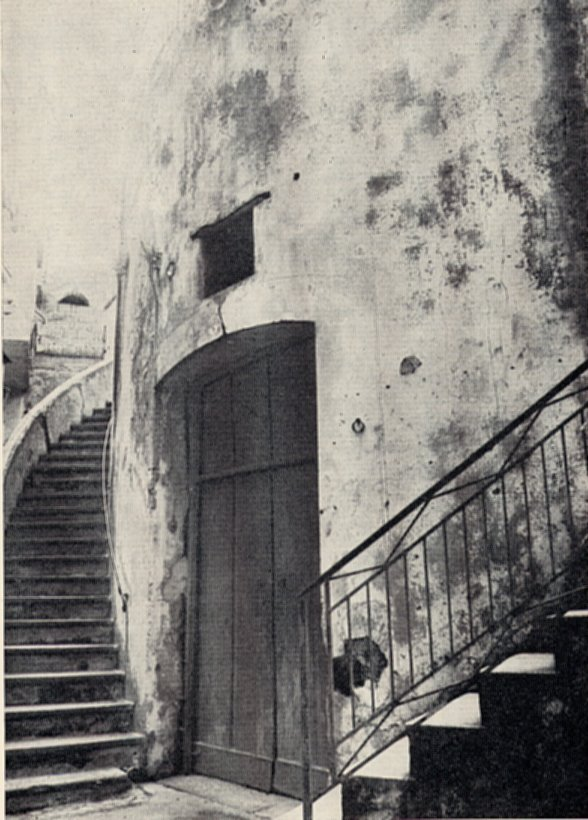
Castello di Cortimpiano

Il castello è originariamente citato tra i possedimenti di Potone (nipote del duca di Benevento).
Nel X secolo, Cortimpiano fu eletta Baronia da Ruggiero il Normanno e concessa in feudo al soldato Angerio e ai suoi discendenti, i Filangieri. Infatti Cortimpiano è stata culla e dimora per oltre due secoli di casa Filangieri e riferimento per l’intero territorio dal 1136 al 1220. Fu poi Universitas degli Angioini e si ingrandì al punto di assorbire Barbazzano.
Nel XIII secolo, Federico II di Svevia concesse a Riccardo Filangieri, signore di Cortimpiano, anche il castello di Nocera, ponendo le basi per la creazione della città di Nocera dei Cristiani.

### Nocera dei Pagani
Nel basso medioevo una nobile famiglia di stirpe normanna oppure divenuta nobile in età normanna, i Pagano, ebbe in concessione la signoria del borgo di Cortimpiano, e iniziò ad essere identificato come il "casale de li Pagani". Il casale diventò sempre più grande ed importante, tanto che a partire dal XV secolo Nocera dei Cristiani cambiò nome in Nocera dei Pagani.
La città di Nocera Dei Pagani aveva una forma di governo avanzata per il tempo ed era costituita da Università, entità amministrative che godevano di una certa autonomia.
Pagani era una delle Università.
Nel '500 e nel '600, l'università di Pagani seguì le sorti della città madre e subì le conseguenze dei numerosi disastri naturali, delle pestilenze, dell'oppressione dei governanti e dall'eccessiva fiscalità spagnola e solo nel XVIII secolo, con l'avvento dei Borbone, si ebbe una decisa ripresa.
Nel 1787 morì a Pagani Sant'Alfonso Maria de' Liguori, vescovo, dottore della chiesa, musicista, compositore e fondatore della congregazione del Santissimo Redentore.

### Il nuovo Comune

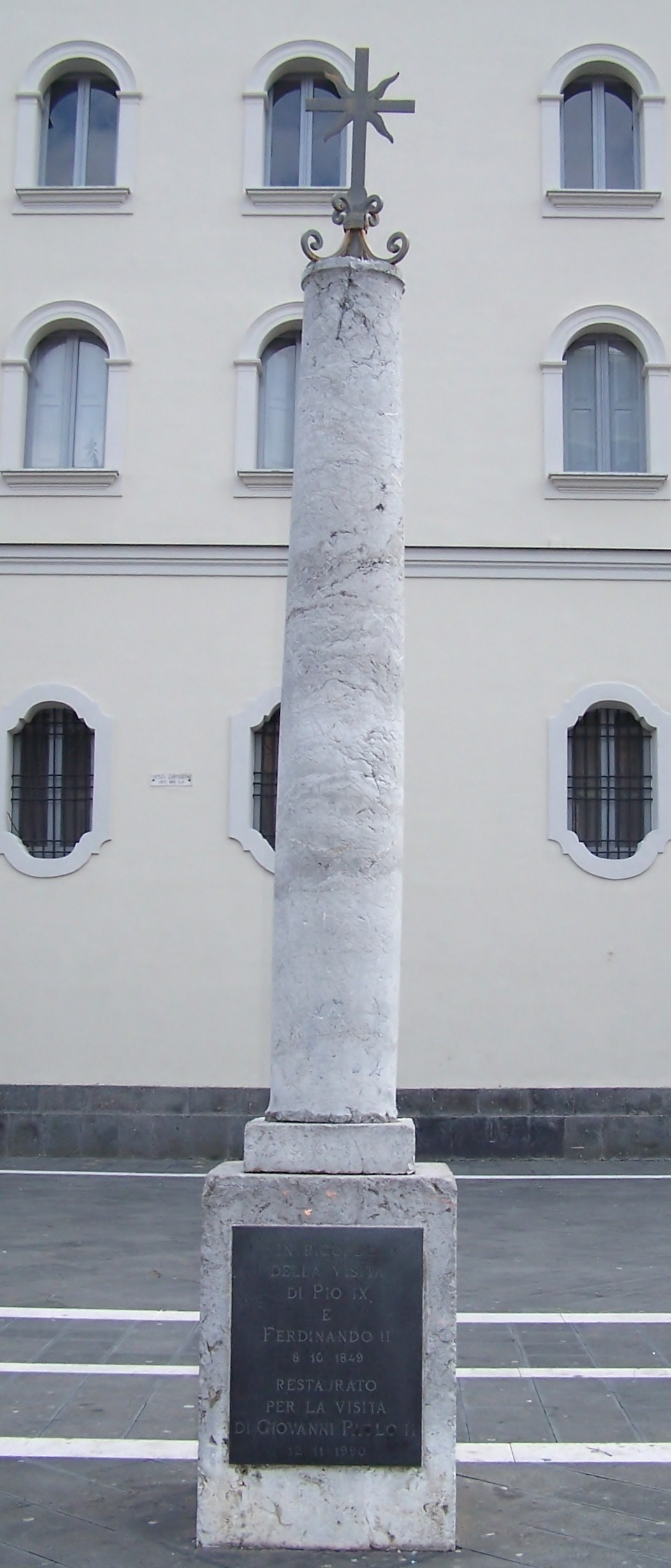
Colonna commemorativa fatta erigere dopo la visita del papa Pio IX e del sovrano Ferdinando II di Borbone con la famiglia reale nella piazza antistante la basilica di Sant'Alfonso Maria de Liguori, in data 8 ottobre 1849.

Nel 1806, durante il periodo napoleonico, la riforma amministrativa voluta da Giuseppe Bonaparte decretò la fine dell'unità amministrativa della vecchia città e la nascita del Comune di Pagani formato dagli antichi casali de li Pagani e di Barbazzano.
Dal 1806 al 1860 il Comune è stato capoluogo dell'omonimo circondario appartenente al Distretto di Salerno del Regno delle Due Sicilie.
Nel 1844 fu costruita la stazione ferroviaria, una delle prime nel Regno delle Due Sicilie.

L'8 ottobre 1849 il papa Pio IX e i regnanti Borbone visitarono la città di Pagani, il papa celebrò la messa in quel giorno e donò un anello d'oro alla reliquia del Santo, per tale occasione nella piazza della basilica di Sant'Alfonso Maria de Liguori venne fatta erigere una colonna commemorativa.

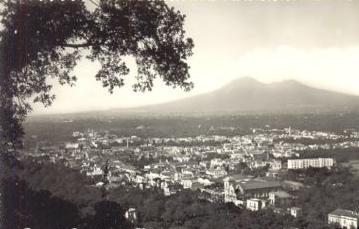
Pagani nel 1949

### Dal Regno d'Italia ai giorni nostri
Nel 1861 Pagani entrò a far parte del Regno d'Italia e, dopo un periodo di stagnazione, iniziò a svilupparsi una discreta attività industriale legata alla produzione agricola e della pasta.
Dopo la pausa economica fra le due guerre mondiali, a partire dal 1948, nuove industrie cominciarono ad espandersi, soprattutto quelle conserviere e di trasformazione dei prodotti agricoli, creando un notevole indotto nel campo della meccanica e degli autotrasporti.
La città subì notevoli danni a causa del terremoto dell'Irpinia del 23 novembre 1980. Poco dopo, l'11 dicembre 1980, il sindaco della città, Marcello Torre, fu assassinato dalla camorra.
Il 12 novembre 1990, papa Giovanni Paolo II giunse nella Basilica di sant'Alfonso Maria de' Liguori per venerarne le reliquie.
Pagani oggi costituisce un nodo essenziale per la distribuzione commerciale delle produzioni agricole; infatti, è co-sede del mercato ortofrutticolo Pagani-Nocera che è catalizzatore e crocevia del commercio dell'ortofrutta non solo della regione ma di tutto il Meridione.

### Simboli
Secondo lo statuto comunale lo stemma ha la seguente descrizione: «un albero in campo rosso sovrastato da una corona turrita a cinque punte».
L'albero riportato riprende un albero realmente esistito, un pino d'Italia, presso il primo campo sportivo comunale, l'omonimo Campo del Pino, poi trasformato in giardino pubblico.

## Monumenti e luoghi d'interesse

### Basilica di Sant'Alfonso Maria de' Liguori

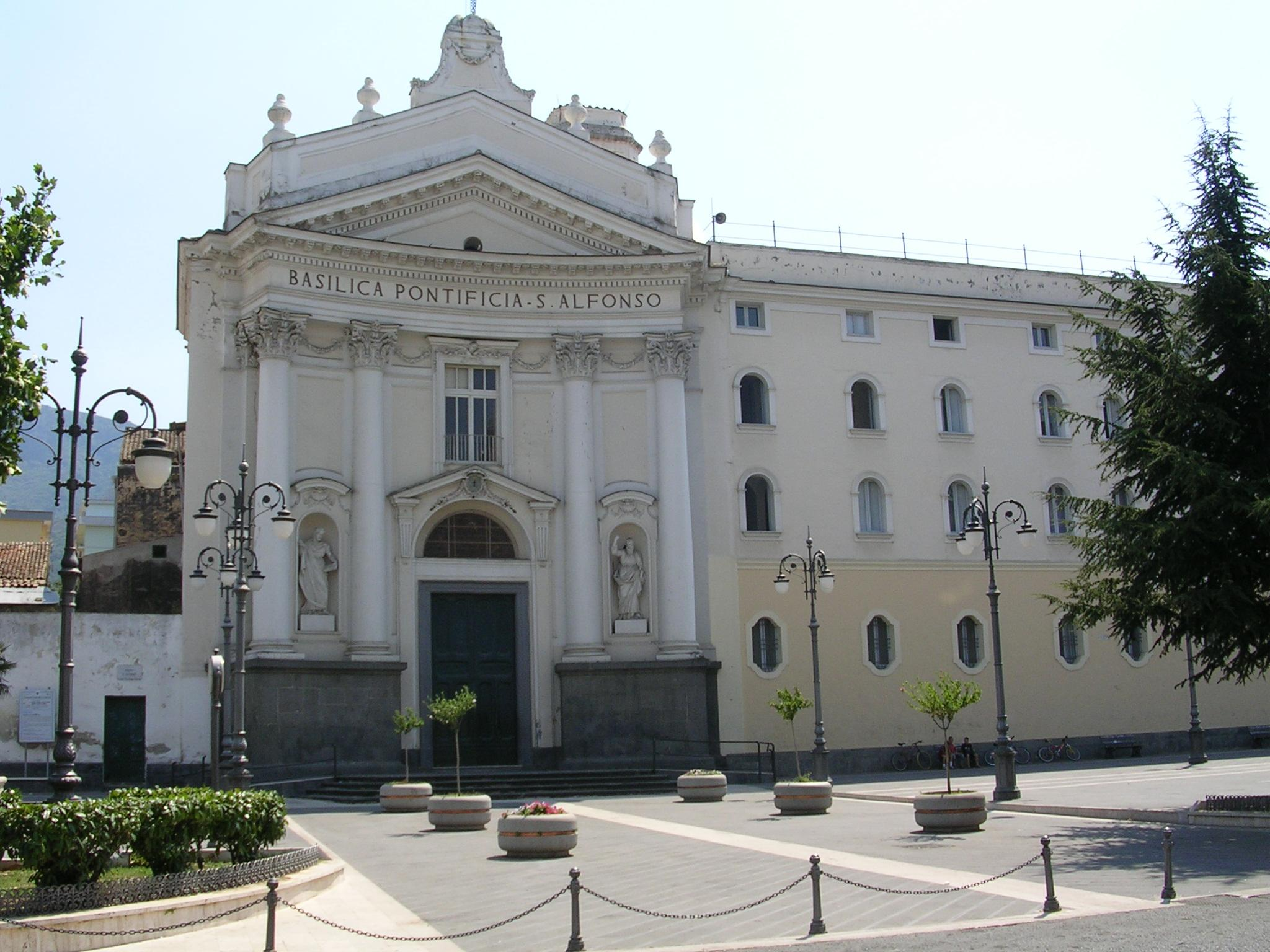
Basilica di Sant'Alfonso Maria de' Liguori

La chiesa, situata in piazza Sant'Alfonso, fu voluta e ideata dallo stesso Sant'Alfonso, che ne affidò il progetto e la direzione dei lavori all'architetto regio Pietro Cimafonte.

### Santuario della Madonna delle Galline

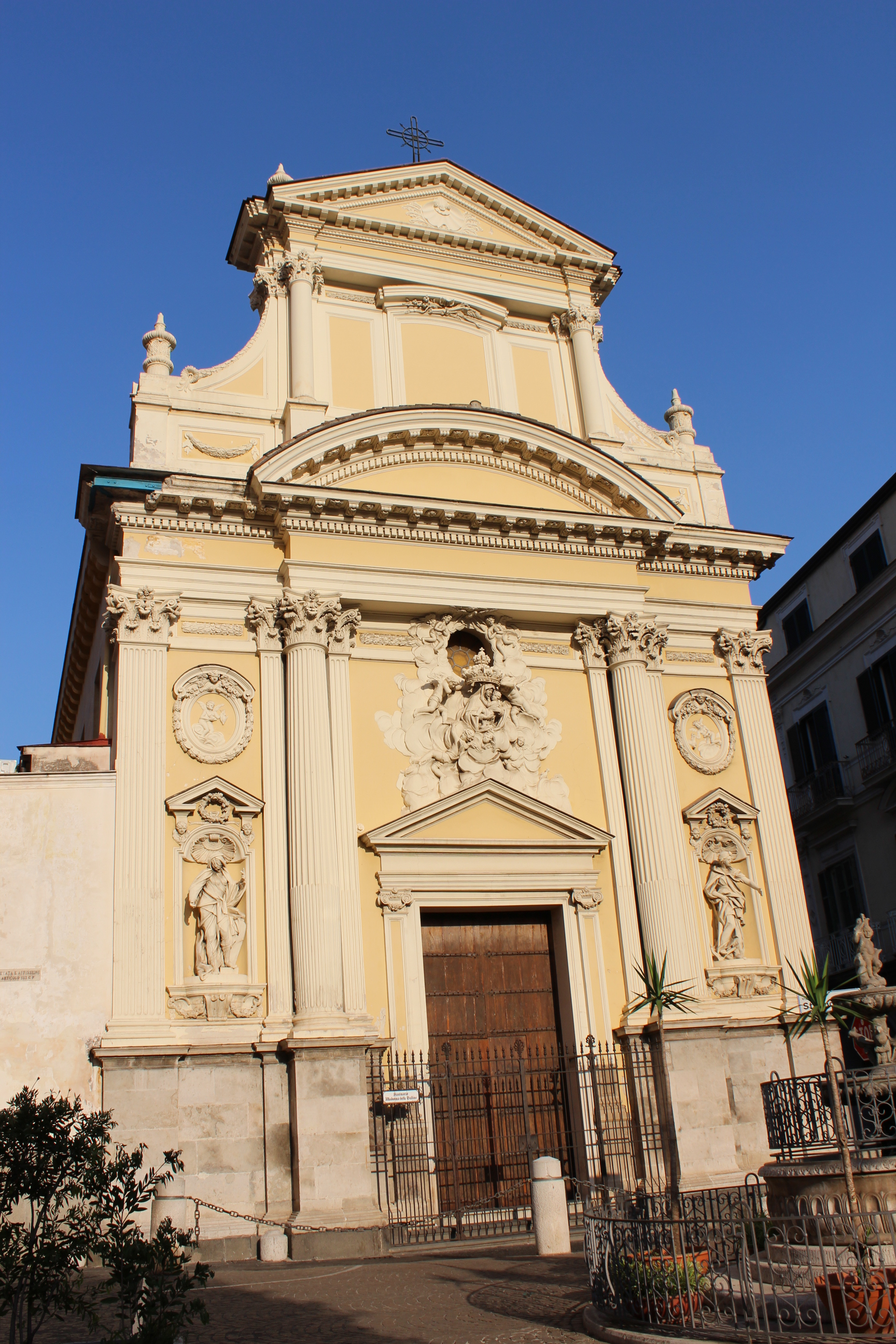
Santuario della Madonna delle Galline

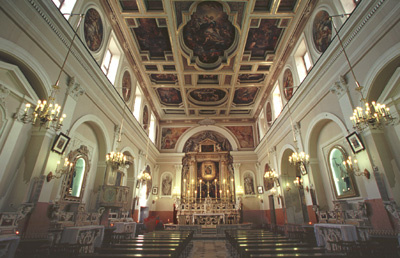
Interno Santuario della Madonna delle Galline

La chiesa si trova tra via Striano e piazza D'Arezzo.
La tradizione popolare racconta che nel XVI secolo, nell'ottava della Pasqua, alcune galline, razzolando, portarono alla luce una piccola tavola lignea su cui era raffigurata la Madonna del Carmine. L'immagine avrebbe compiuto miracoli (l'improvvisa guarigione di uno storpio e poi altri sette). A causa del deperimento del quadro originario, l'immagine venne riprodotta su tela e collocata in una chiesa appositamente eretta nel luogo del ritrovamento.
La chiesa è stata elevata nel 1954 a santuario mariano. La facciata seicentesca è in stile barocco e si presenta alta e culminante con un frontone e abbellita da colonne, decorazioni in stucco e due statue allegoriche la Pudicizia (a sinistra) e la Speranza (a destra). Sul portale si trova un bassorilievo raffigurante la Madonna del Carmelo con in braccio il Bambino, seduta su di un nugolo di nuvole e nell'atto di essere incoronata da due angioletti.
All'interno nel vestibolo si trova un organo con coretto in legno decorato, introdotto nel 1790. Una porta secondaria è aperta a destra dell'ingresso principale, sull'antica via consolare.
L'interno è a navata unica con tre arcate con altari inquadrate da lesene corinzie. Nella terza cappella, più profonda ed ampia, è collocata la statua settecentesca della Madonna del Carmine. Il cassettonato ligneo del soffitto del santuario della Madonna delle Galline fu eseguito probabilmente durante il restauro della chiesa nel 1712.
Ha subito notevoli danni causati dal terremoto del 1980.
Alla chiesa è legata una festa che si svolge nella domenica in Albis, con una processione della statua della Madonna del Carmine trasportata su un carro spinto dai fedeli.

### Chiesa San Francesco da Paola

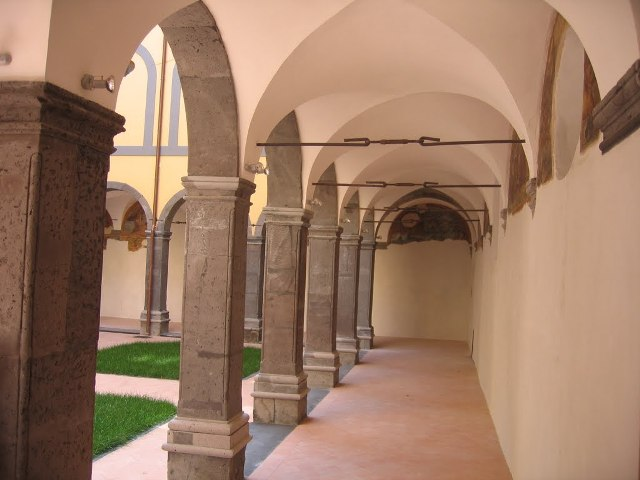
Chiostro del convento di San Francesco da Paola

La Chiesa San Francesco da Paola si trova in via San Francesco. Fondata nel Cinquecento (pare esistente già dal 1525) dall'Ordine dei Minimi e restaurata nel Settecento, la chiesa originariamente era dedicata a S. Maria della Sanità. Nel 1813 il Convento fu acquistato da Raffaele Giovine. Nel 1874 la struttura dei PP. Minimi fu acquistata dal Beato Tommaso Maria Fusco, fondatore delle Figlie della Carità del Preziosissimo Sangue, che vi trasferì la piccola comunità di suore. La chiesa conserva al suo interno alcune tele e statue lignee del Settecento ed una statua del Cinquecento raffigurante la Madonna, recentemente restaurata. Nel chiostro si possono ammirare invece gli affreschi dedicati a san Francesco da Paola.

### Altre chiese

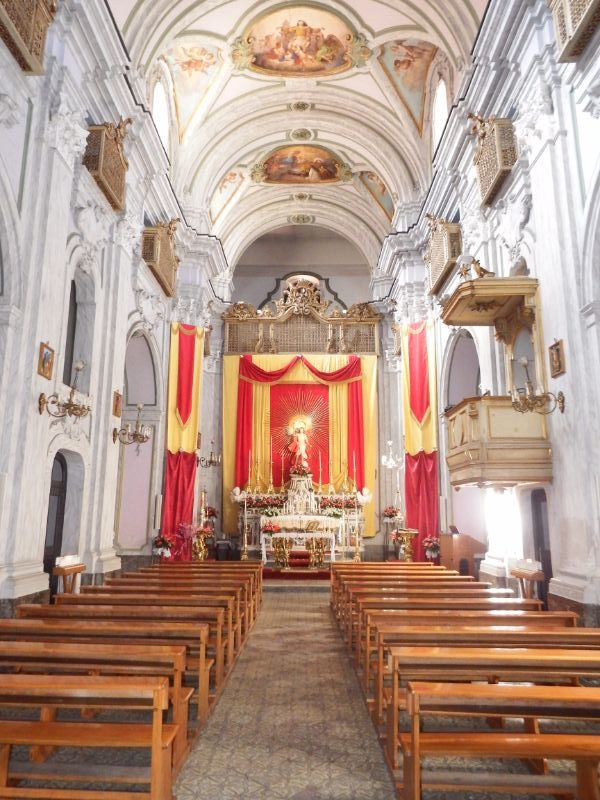
Chiesa di Santa Maria della Purità

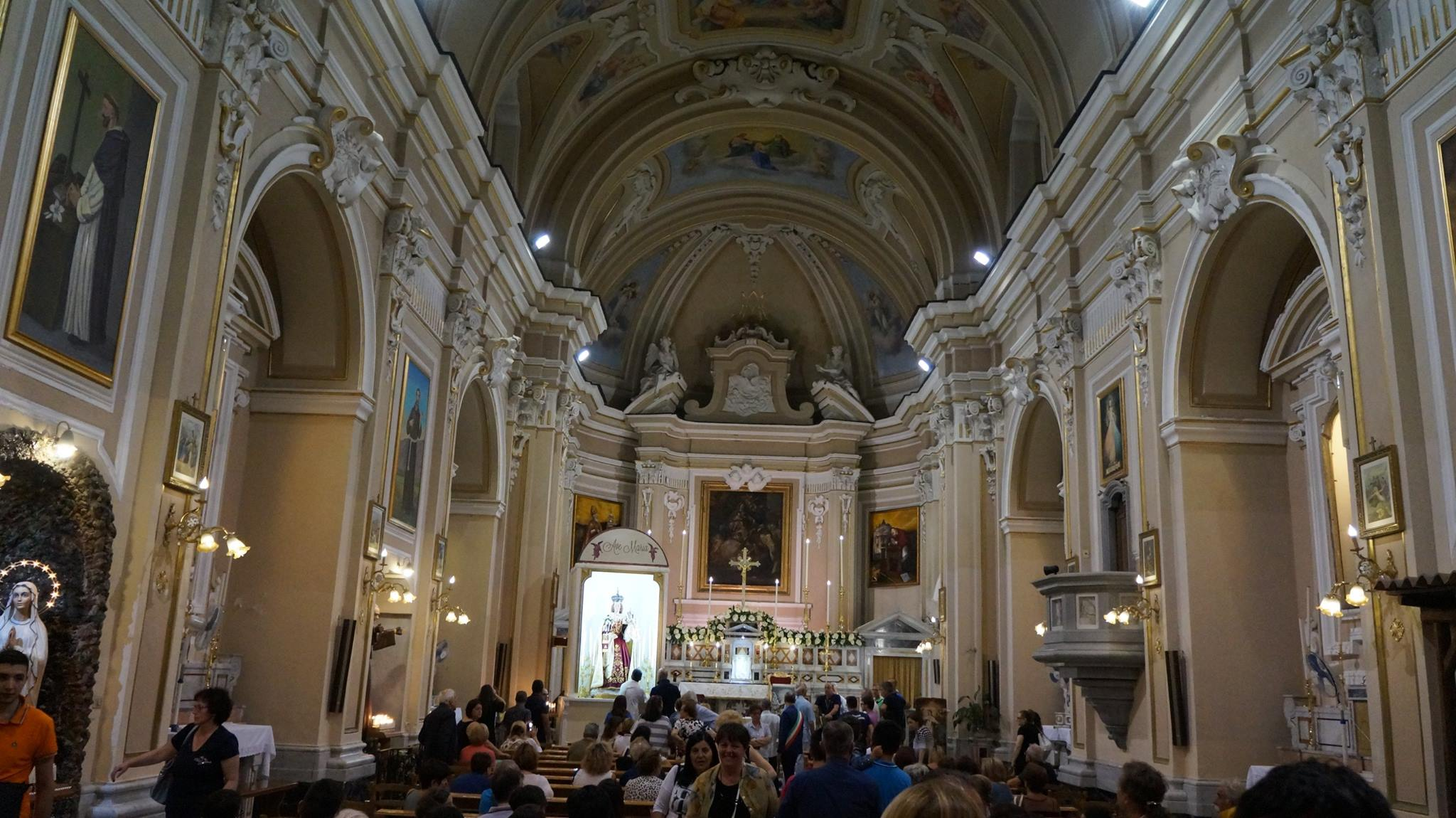
Interno della chiesa del Carmine

- Chiesa del Santissimo Corpo di Cristo: si trova in piazza Corpo di Cristo.[60] Costruita nel XVI secolo, è stata restaurata dopo i notevoli danni causati dal sisma del 1980. La chiesa era in origine una cappella dedicata al SS. Corpo di Cristo costruita tra il 1555 e il 1559, alle spalle dell'antica chiesa di S. Felice, diventata insufficiente a causa dell'aumento demografico del 1570. La chiesa fu edificata nel luogo in cui si riteneva che fosse stato decapitato S. Felice presbitero.[61] Presenta una facciata austera con ai lati due nicchie dove trovano collocazione le statue dei martiri San Felice e Santa Costanza. L'interno è a croce latina ad una sola navata e vi si trovano una statua lignea del Cristo, l'altare maggiore in marmo, la pala della Circoncisione opera di Francesco Giordano da Policastro. In un'urna ai piedi dell'altare sono deposte le reliquie dei santi martiri Felice e Costanza.
- Chiesa Santa Maria della Purità: si trova in corso Padovano.[62] Costruita nel 1681 su un’antichissima cappella dedicata ai SS. Martiri Felice e Costanza che, secondo la tradizione, in questo luogo subirono il martirio. Fu un monastero di pontificia clausura fondato dalla Madre Serafina di Dio, nativa di Anacapri. Fino al 1680 la chiesa presentava il nome dei Santi Martiri, ma nel 1686 assunse quello di Santa Maria della Purità, probabilmente dovuto al trasferimento nell’edificio del dipinto raffigurante la purità di Maria. Oggi è Santuario di Gesù Bambino di Praga. La struttura religiosa presenta una scenografica facciata barocca. L'interno è ad una sola navata, con altari in marmo e bellissimi quadri di autore del '600 (Solimena, Luca Giordano e Murillo). L'altare maggiore ospita una tela raffigurante la Madonna della Purità. All'interno sono inoltre presenti la volta affrescata, il coro in legno intarsiato e dorato ed il pavimento maiolicato originario del 600, opera dell'artigianato vietrese.
- Chiesa e conservatorio di Carminello ad Arco: si trova in via Matteotti.[63] I lavori di costruzione dell´edificio iniziarono nel 1682 e si conclusero nel 1712 mentre la chiesa fu consacrata nel 1683. Il Conservatorio femminile del Carminello fu fatto edificare dal Conte Palatino Carlo Pignataro, Protomedico del Regno di Napoli, modificando un palazzo di sua proprietà.[64] L'interno, ad una sola navata, presenta un pavimento maiolicato, arredi lignei, altari marmorei ed alla spalle dell'altare maggiore, una tela che raffigura la Madonna del Carmelo ed altri santi.
- Chiesa della Santissima Addolorata: si trova in piazza d'Arezzo.[65] Costruita anteriormente al 1632, fu inizialmente dedicata a san Carlo Borromeo ed era retta dai padri filippini, successivamente vi si stabilirono i padri delle scuole pie. Dal 1814 la chiesa è dedicata al culto della Santissima Addolorata. L'interno, a croce latina, presenta una tela settecentesca, una statua lignea del Seicento raffigurante l'Addolorata ed un organo del Cinquecento.
- Chiesa di Maria santissima del Carmine: si trova in via del Carmine.[66] Costruita nel 1491. Eretta per volere dei padri carmelitani, che s’insediarono a Pagani alla fine del XV secolo. Presenta una facciata barocca. Al suo interno, ad una sola navata, si conserva una tela settecentesca di Alessio D'Elia, allievo del Solimena.
- Chiesa Santa Maria delle Grazie: si trova in piazza dei Martiri d'Ungheria.[67] Costruita nella metà del Cinquecento, era la chiesa privata del governatore spagnolo che risiedeva in città. Nel 1713 fu restaurata ed ampliata e presenta una facciata in stile rococò.
- Chiesa di Sant'Anna. Nel sito dove oggi è situata la chiesa e il convento in onore a S. Anna, due secoli or sono tale luogo era una chiesa di maggiore ampiezza dedicata a San Nicola di Bari.
- Chiesa di San Sisto II, costruita su una preesistente ed antichissima chiesa di San Vito, presumibilmente la prima chiesa cristiana fondata nell'area denominata Barbazzano, zona antichissima con origini forse romane. L'antica chiesa, risalente all'VIII secolo, era composta da due navate, di cui una adibita ad oratorio e l'altra adibita a sagrestia. La chiesa conteneva tre edicole dedicate alla Santissima Trinità, a San Giuseppe e a S. Filomena mentre l’altare maggiore era dedicato a San Sisto.
- Chiesa di San Domenico
- Chiesa del Gesù Risorto[68]
- Chiesa della Madonna di Fatima
- Cappelluccia Taurano detta anche Cappelluccia Madonna dell’Immacolata.

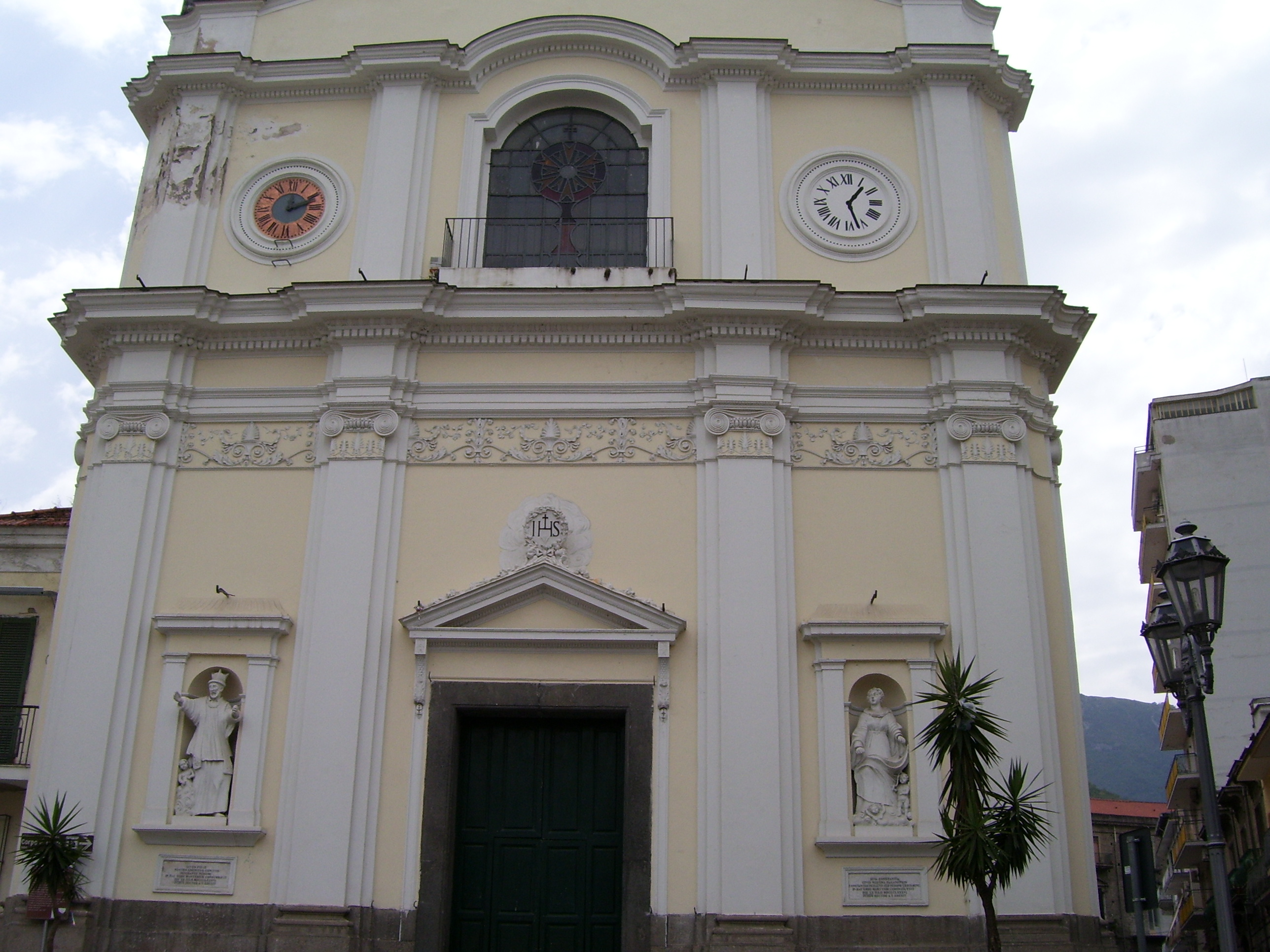
Chiesa del Santissimo Corpo di Cristo
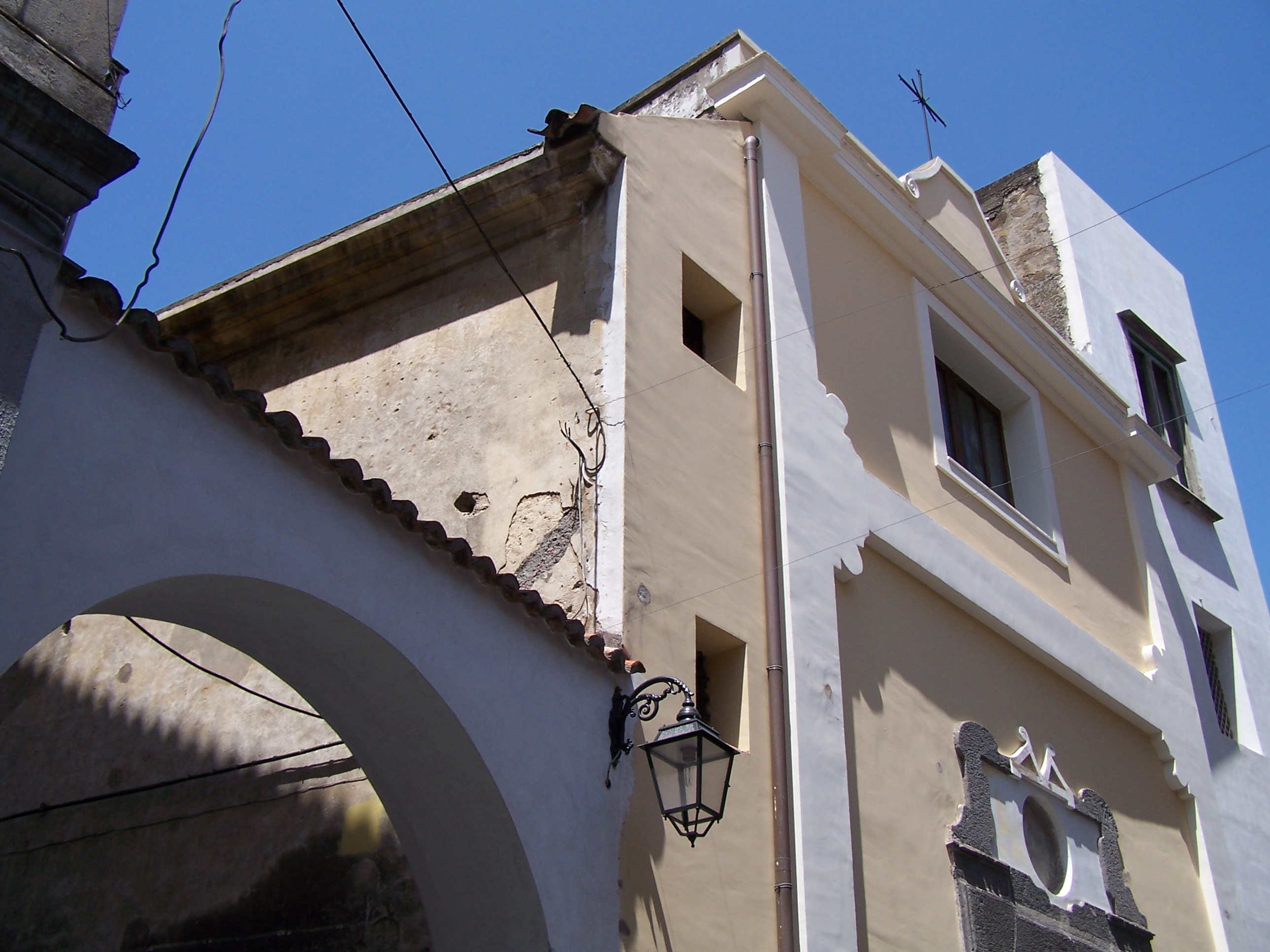
Chiesa di Carminello ad Arco
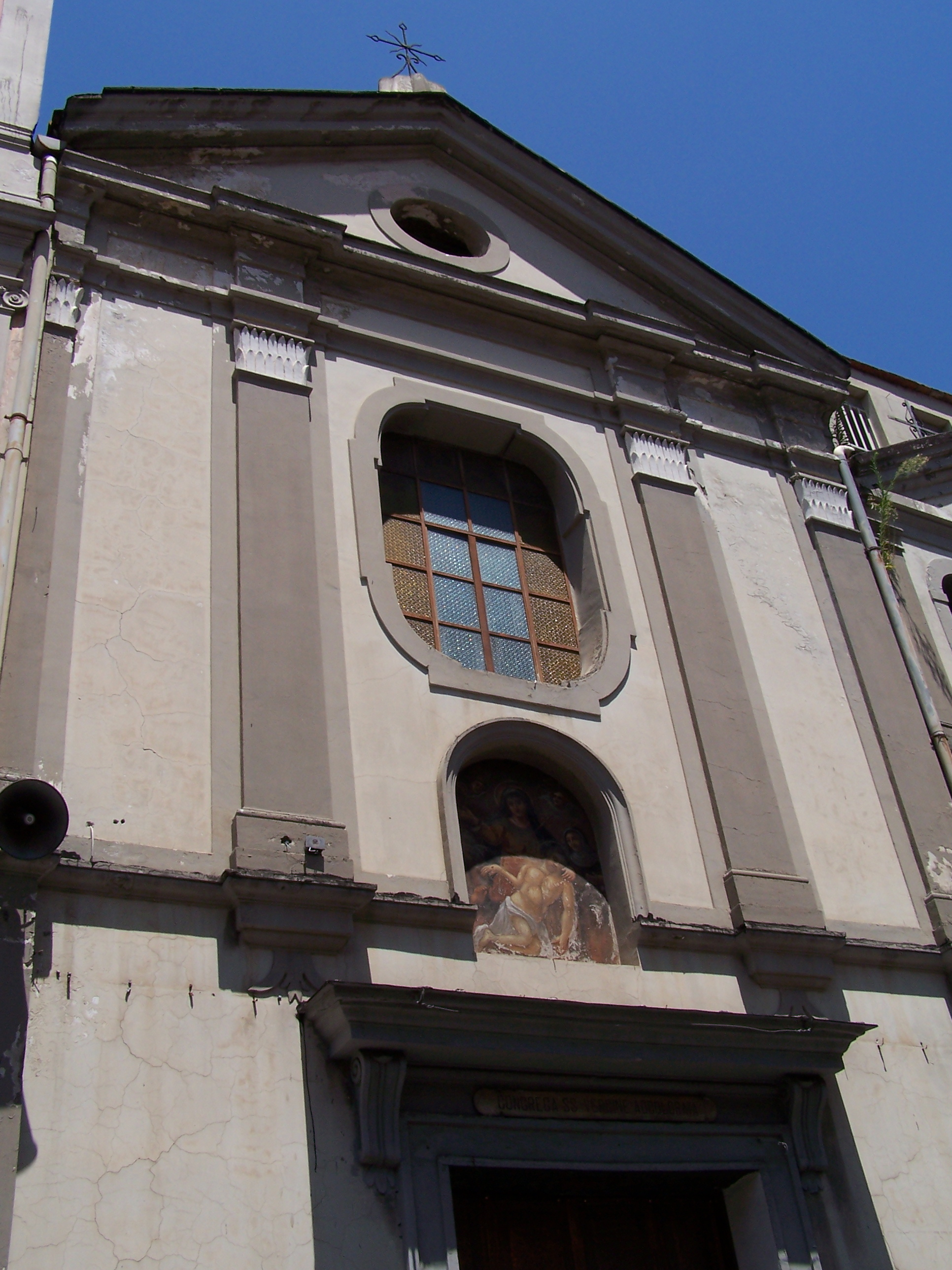
Chiesa della Santissima Addolorata
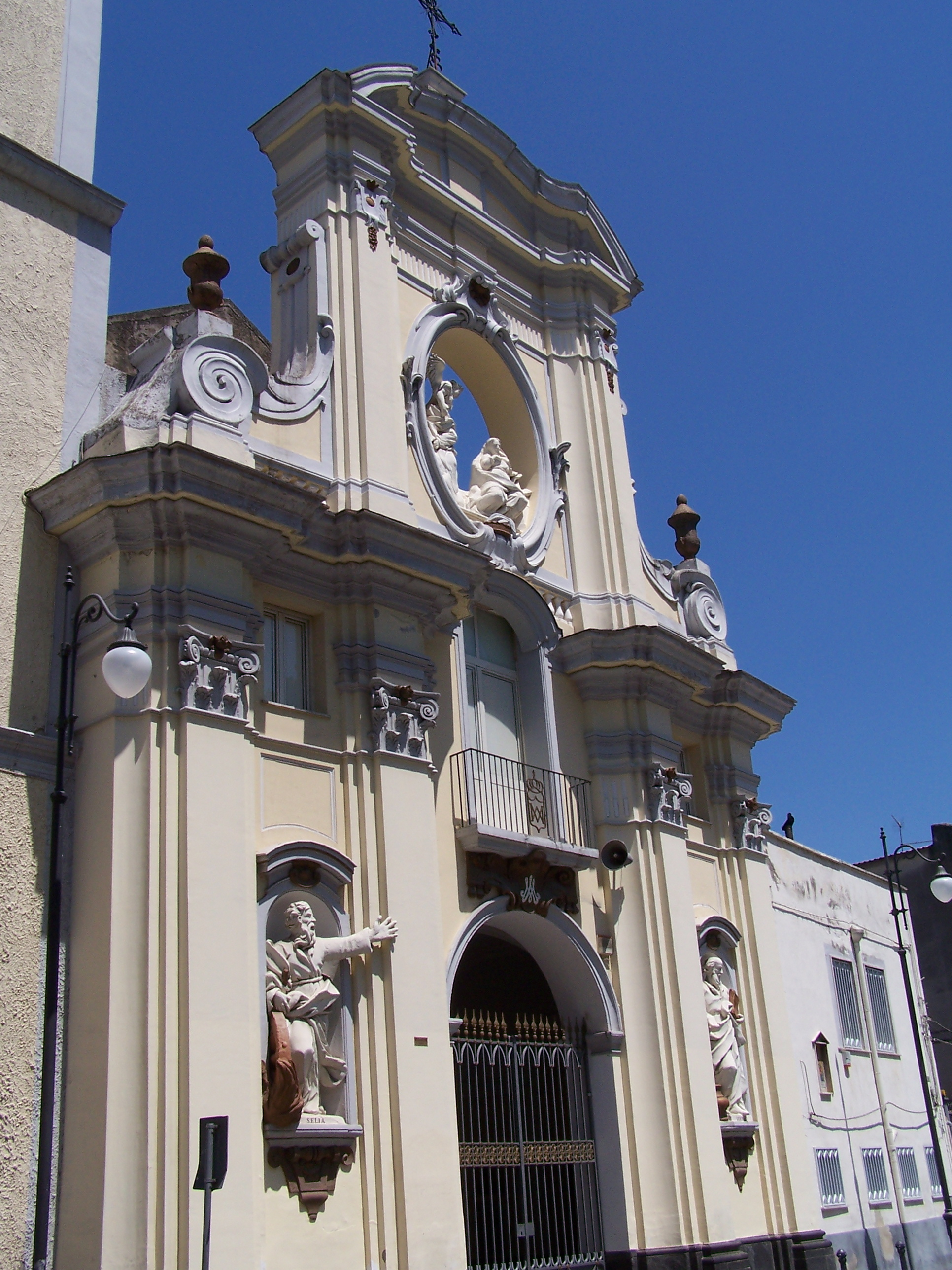
Chiesa di Maria santissima del Carmine
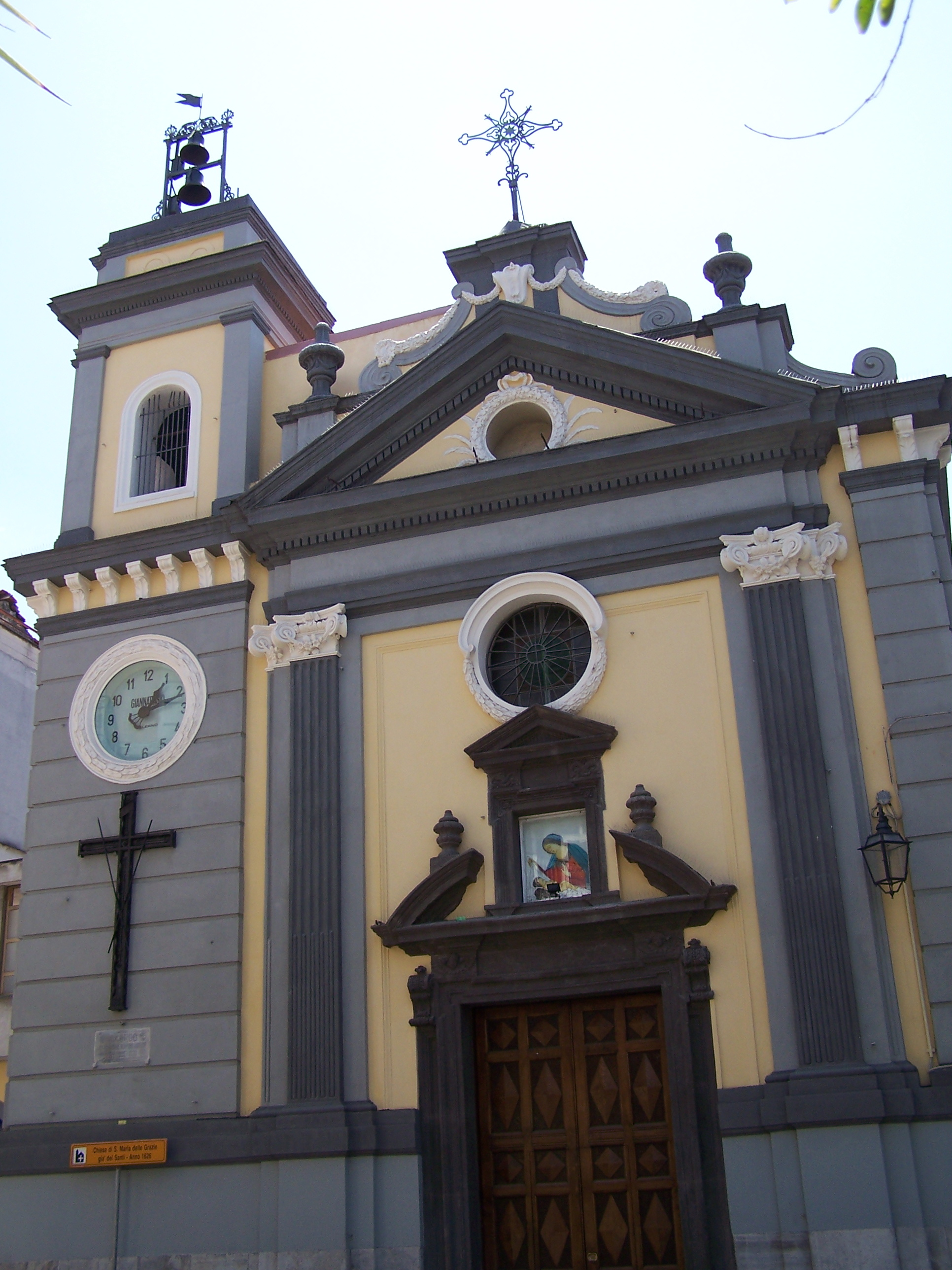
Chiesa di Santa Maria delle Grazie
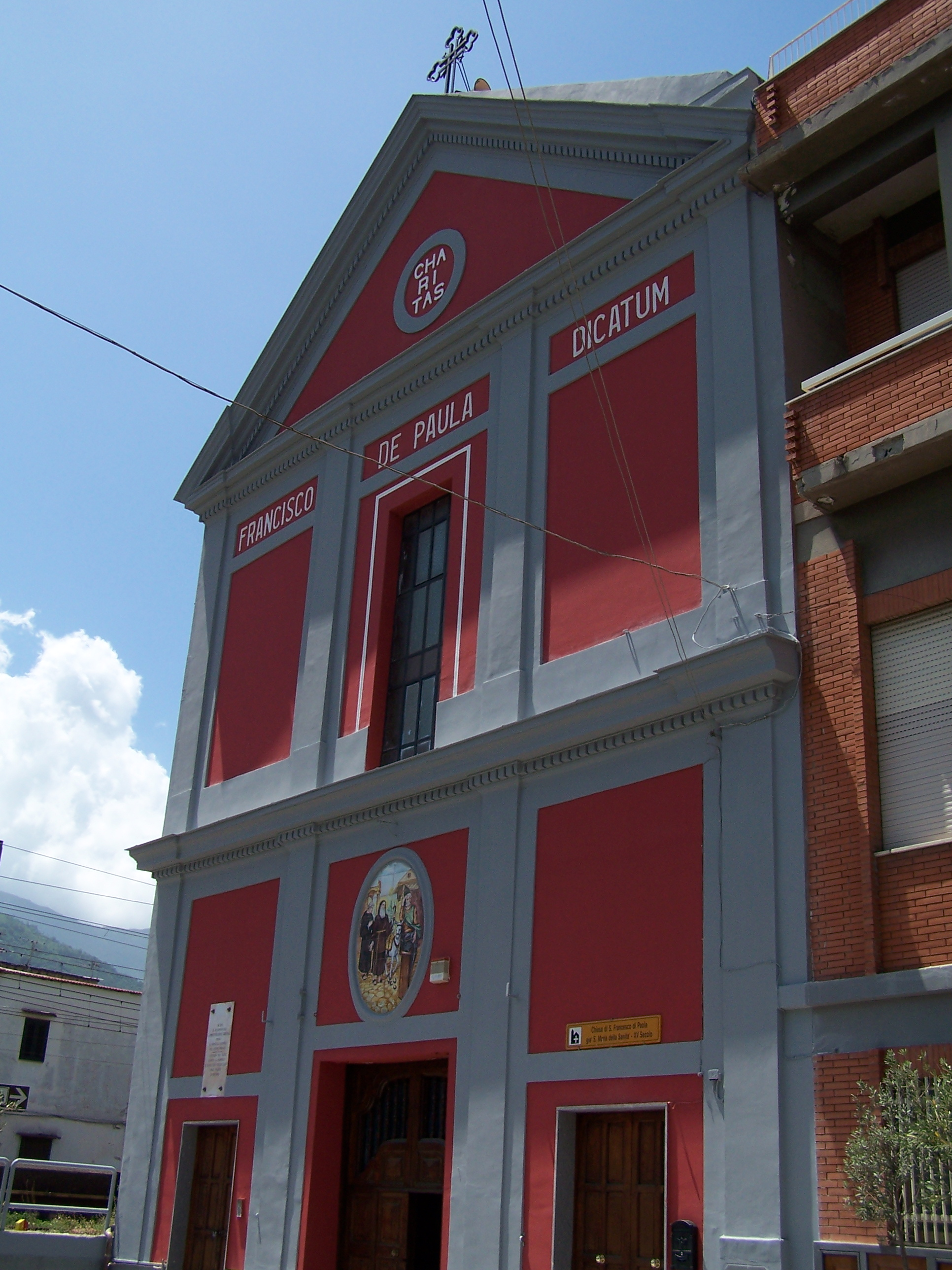
Chiesa di San Francesco da Paola
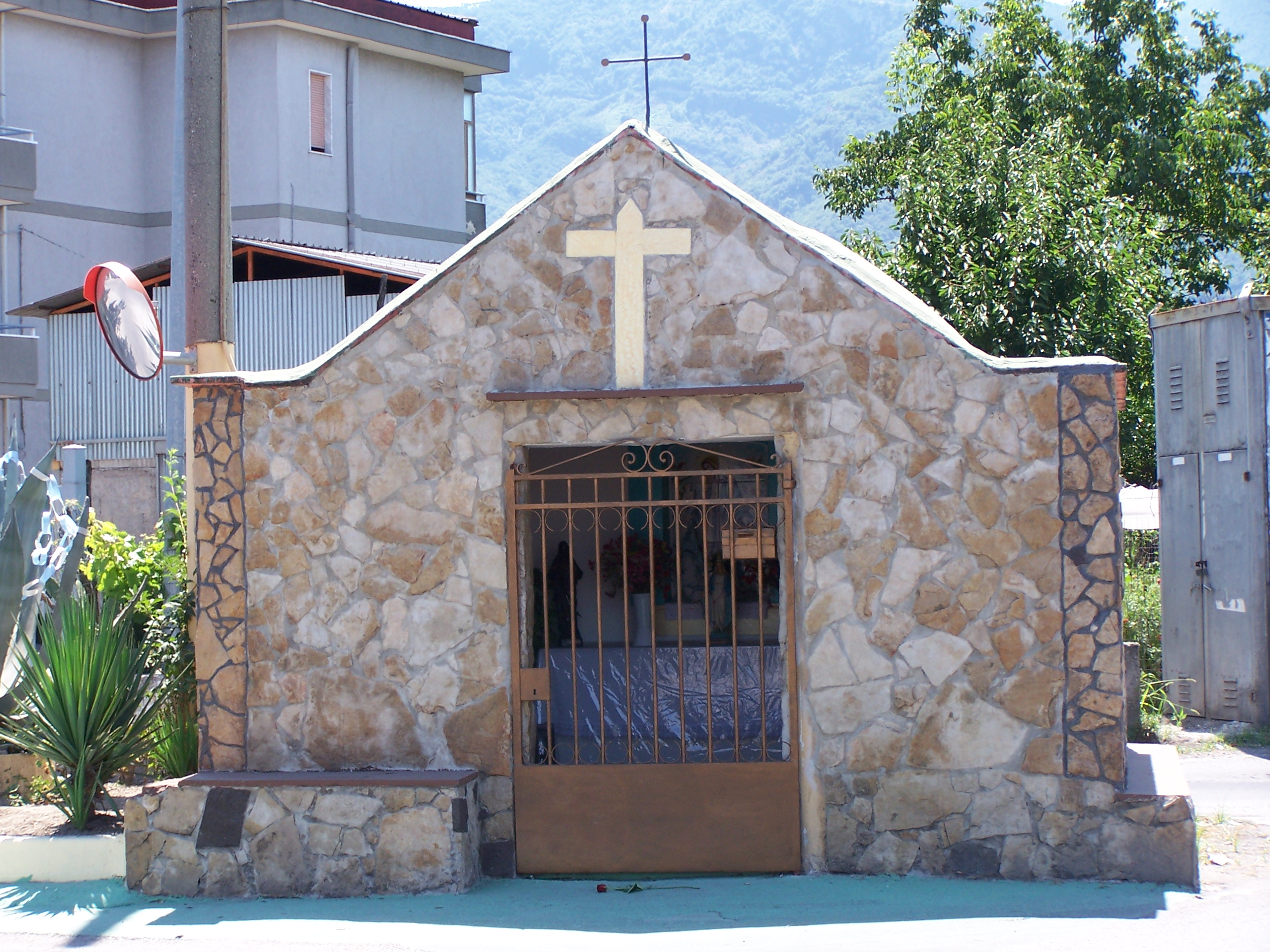
Antica Cappelluccia in via Taurano
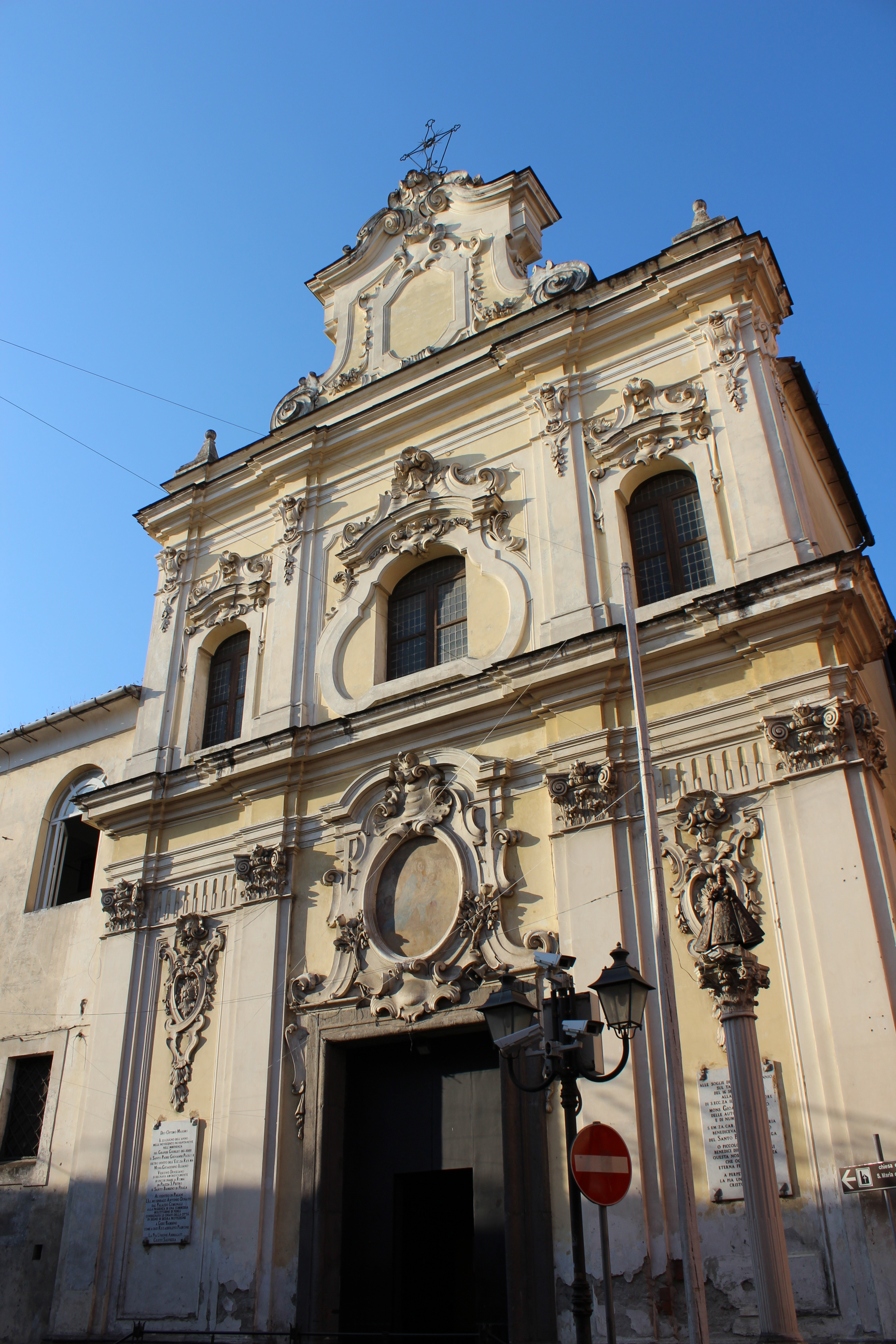
Santa Maria della Purità

### Edifici civili
Il centro storico di Pagani è caratterizzato da un tessuto urbano di notevole interesse per la presenza di numerose residenze signorili e nobiliari edificate per lo più tra il XVI e il XIX secolo. Tali palazzi nobiliari sono caratterizzati dalla presenza di pregevoli facciate con balconi e grandi portali di accesso, sul quale fanno bella mostra le insegne distintive della famiglia aristocratica di appartenenza. Al portale segue un ampio cortile interno, sede per lo più delle scuderie e delle rimesse per le carrozze. Ampie scale aperte a pilastri ed archi rampanti danno accesso agli appartamenti nobiliari dei piani superiori, detti quartini, riccamente decorati e arredati.
- Palazzo Mangarella: si trova su via Astarita[69] e venne costruito tra il XVII e il XVIII secolo dalla famiglia Manganella. È un esempio di architettura seicento-settecentesca e presenta al suo interno una scala in stile vanvitelliano, oltre a decorazioni in stucco dei balconi e delle finestre della facciata principale.
- Palazzo San Carlo: si trova in piazza d'Arezzo.[70] Originariamente era un convento e collegio dei padri delle Scuole pie, successivamente fu adibito a sede del Giudicato regio e carcere ed attualmente è sede del municipio. Conserva la facciata e la scala interna in stile vanvitelliano.
- Palazzo Gatto: si trova in piazza Corpo di Cristo[71], era il vecchio municipio dell'Università di Pagani e conserva sulla chiave di volta del portale d'ingresso lo stemma della città. Vi si trova un'edicola votiva dedicata alla Madonna delle Galline.
- Palazzo Tortora: si trova in corso Padovano[72] e conserva sotto la volta dell'androne un affresco con lo stemma nobiliare dei Tortora, antichi proprietari del palazzo. L’edificio del 1700 ripropone lo schema tipico dell’architettura curtense locale: ambienti regolari che si affacciano sulla corte interna, aperta, a sua volta, verso l’ampio giardino.
- Palazzo Tortora degli Scipioni: si trova su via Perone[73] ed è una costruzione seicentesca che fu fatta costruire dal Conte Palatino Carlo Pignataro, Protomedico del Regno, che a Pagani esercitava la sua professione, su un terreno di sua proprietà. Il conte e tutta la famiglia Pignataro, nobili napoletani, si prodigarono molto per la città in cui vissero: alla generosità del conte Carlo si deve la fondazione, nel 1681, del Conservatorio del Carminello ad Arco, destinato ad accogliere giovani povere e di onorata famiglia. Scipione e Stefano Pignataro parteciparono, invece, alla fondazione del Monastero di S. Maria della Purità, il primo ospitando nella casa di Via Perone Madre Serafina di Dio, Superiora del nascituro complesso, in attesa della sua ultimazione, il secondo cedendo nel 1682 alla Superiora suddetta una parte del giardino confinante con il Monastero per farvi erigere il chiostro.
- Torre di Cortimpiano: resti di un castello medievale fortificato, sede dei sovrani aragonesi e angioini, si trova su via Malet.[57]
- Ex Convento attiguo alla chiesa del Carmine: costruito nel 1491 oggi è sede della Polizia Municipale.[66]
- Casa natale del beato Tommaso Maria Fusco.

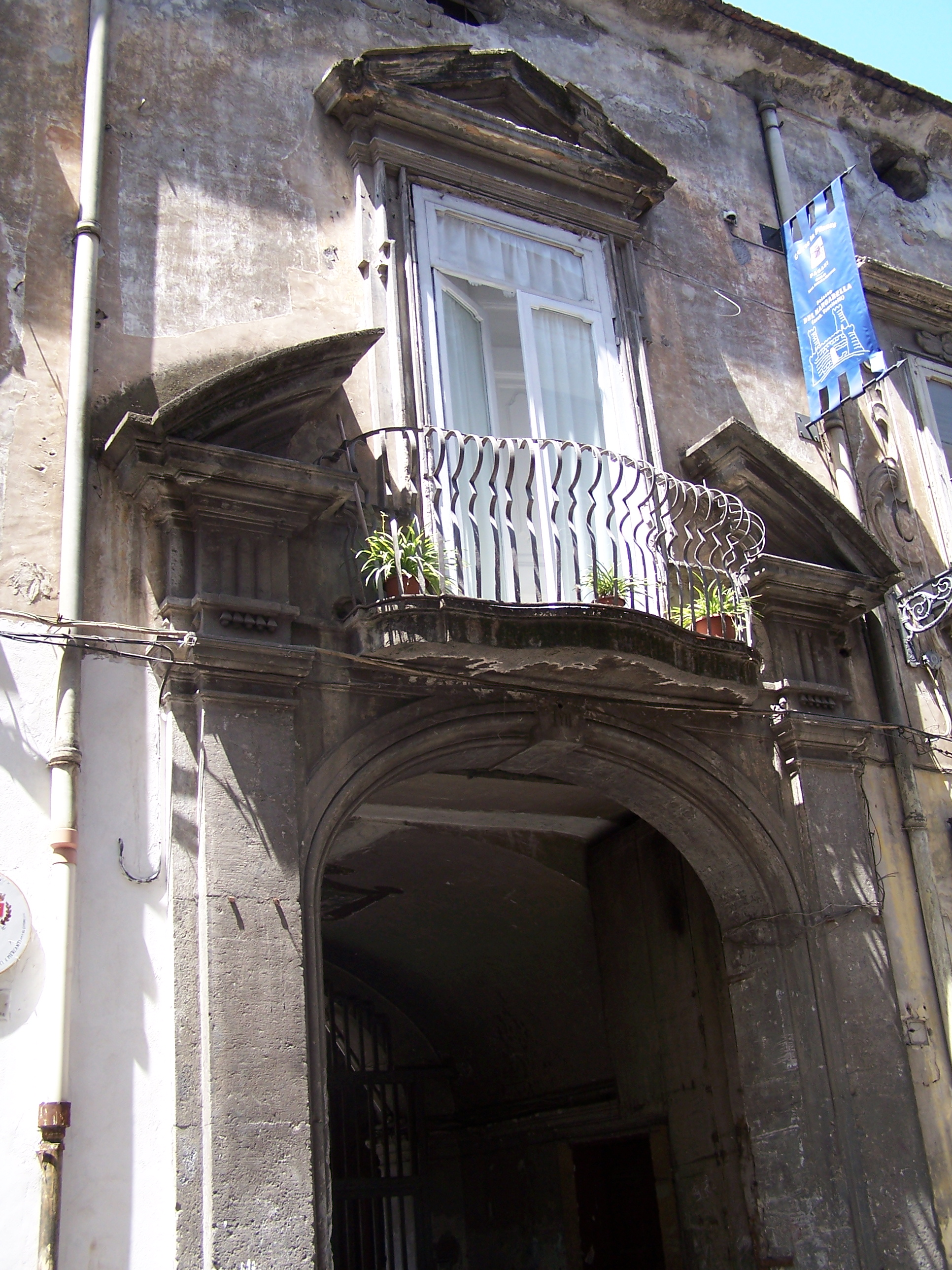
Palazzo Mangarella
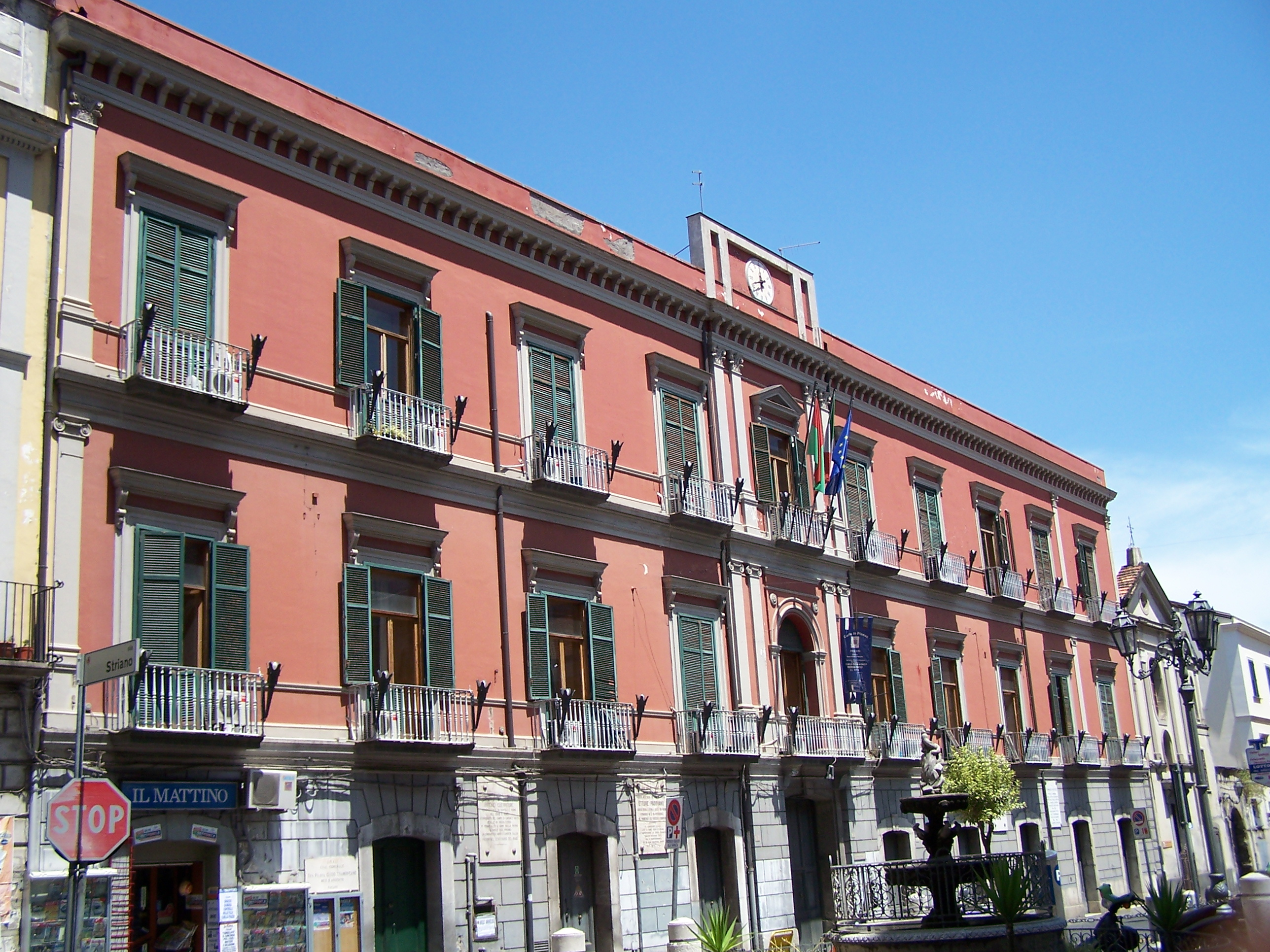
Palazzo San Carlo Pagani
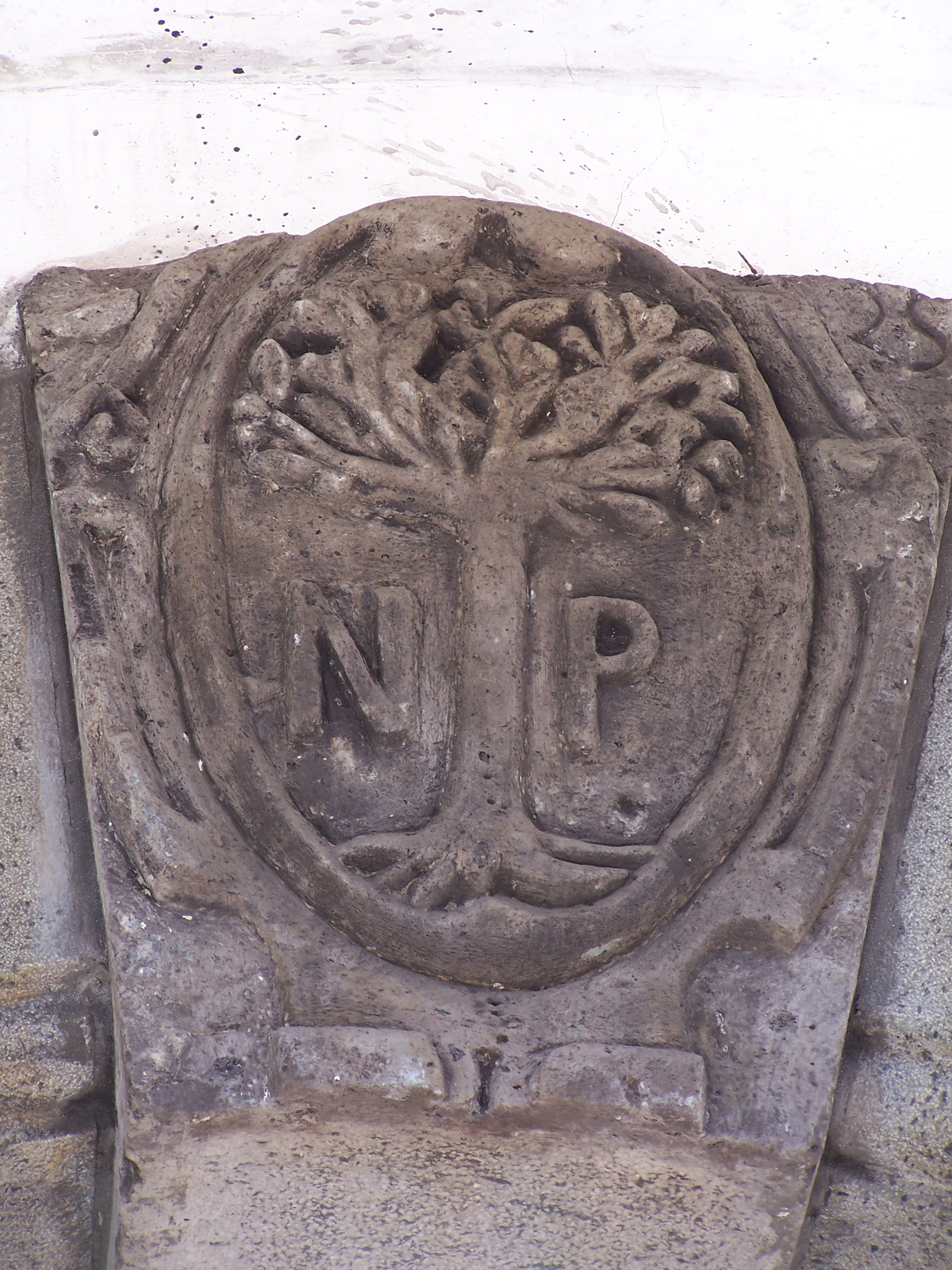
Palazzo Gatto
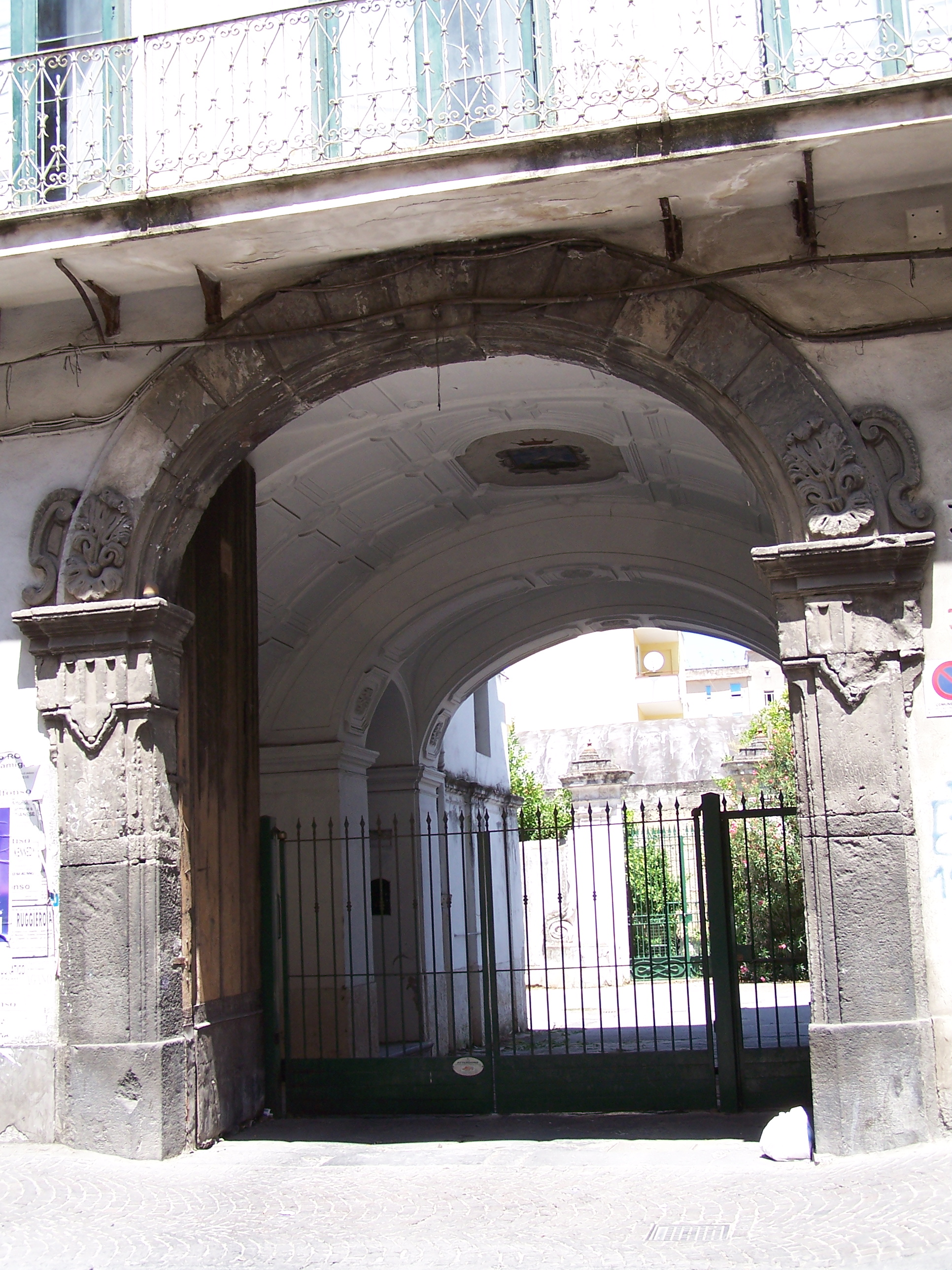
Palazzo Tortora
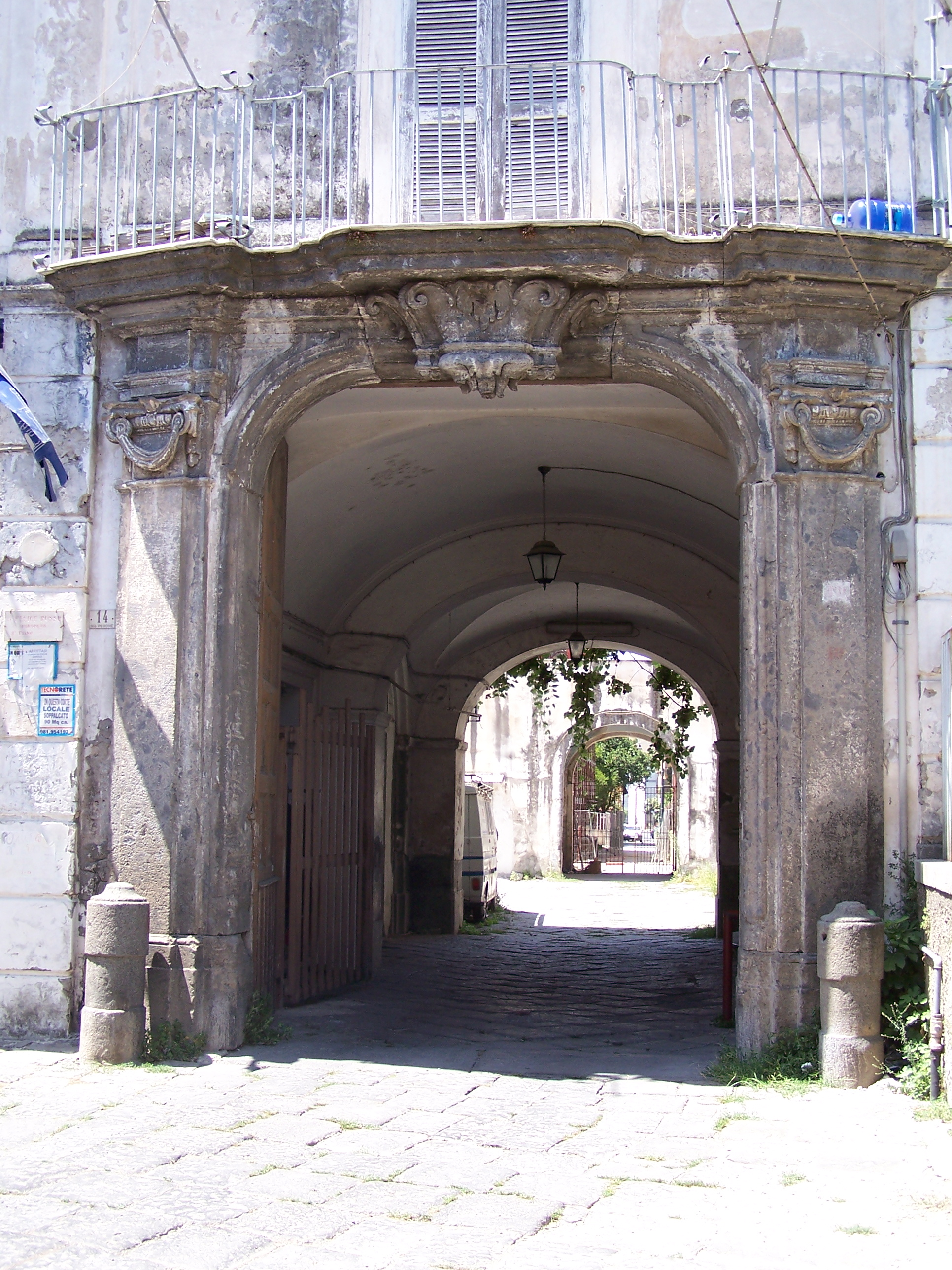
Palazzo Tortora degli Scipioni
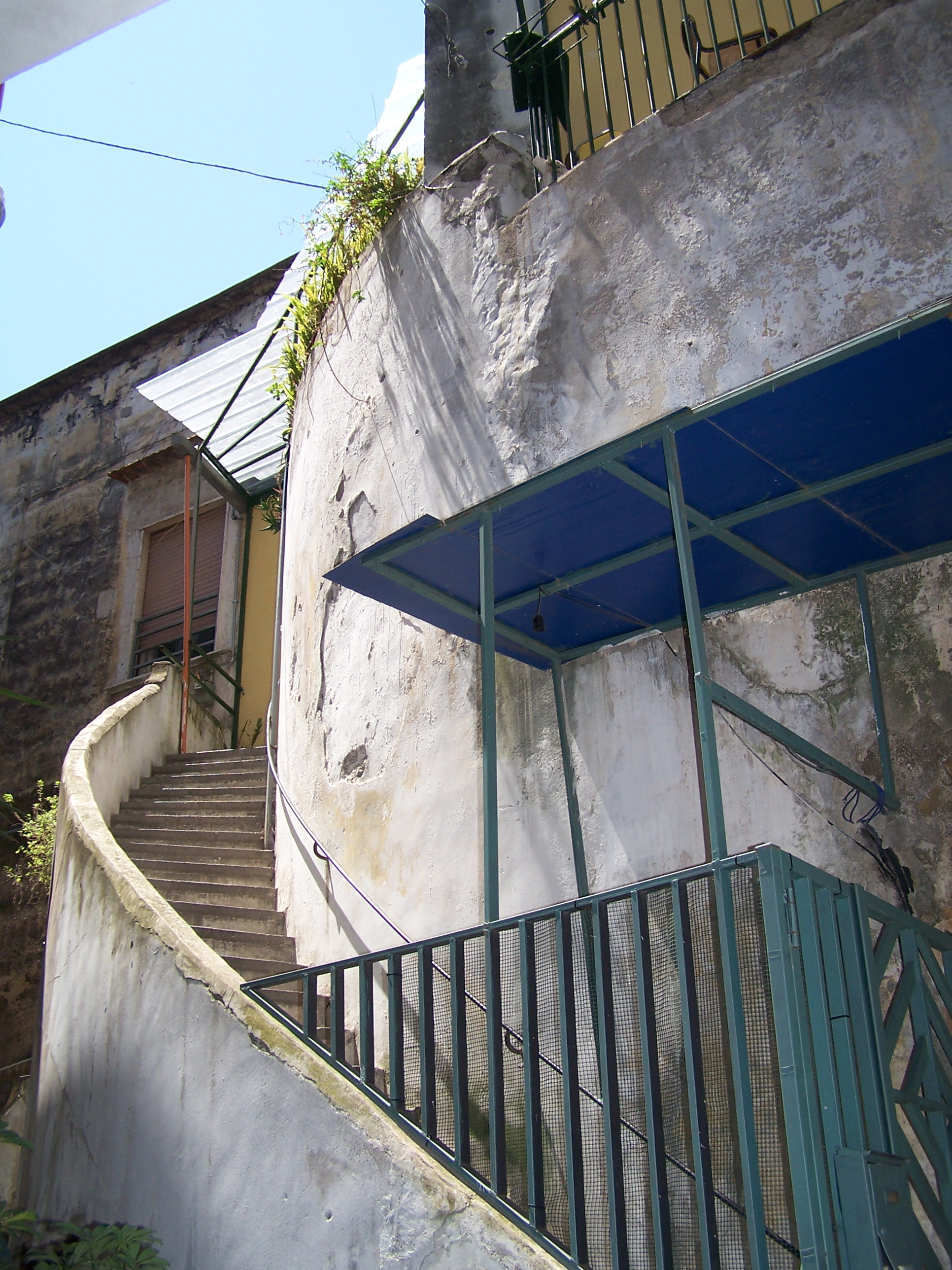
Torre di Cortimpiano
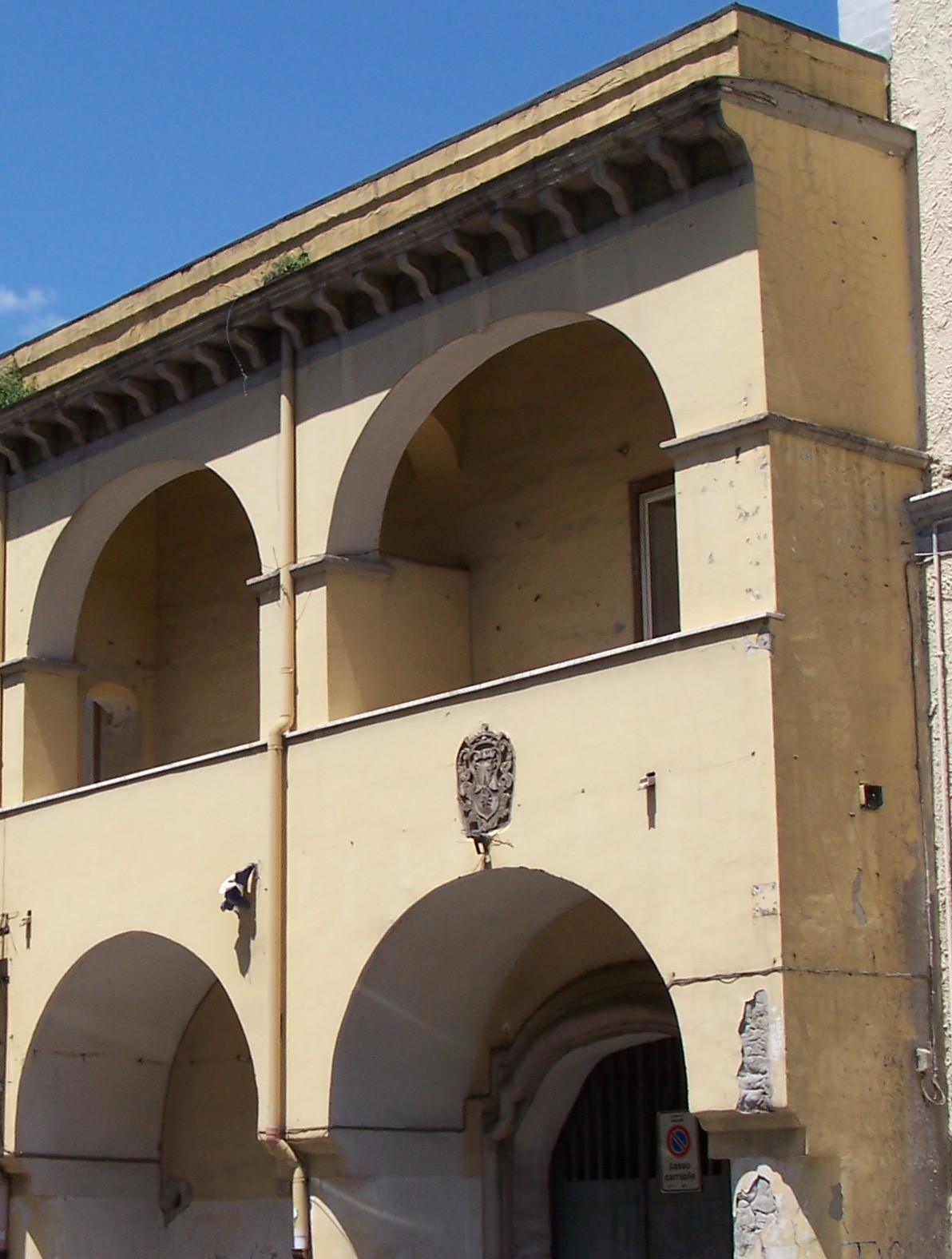
Ex Convento attiguo alla chiesa del Carmine
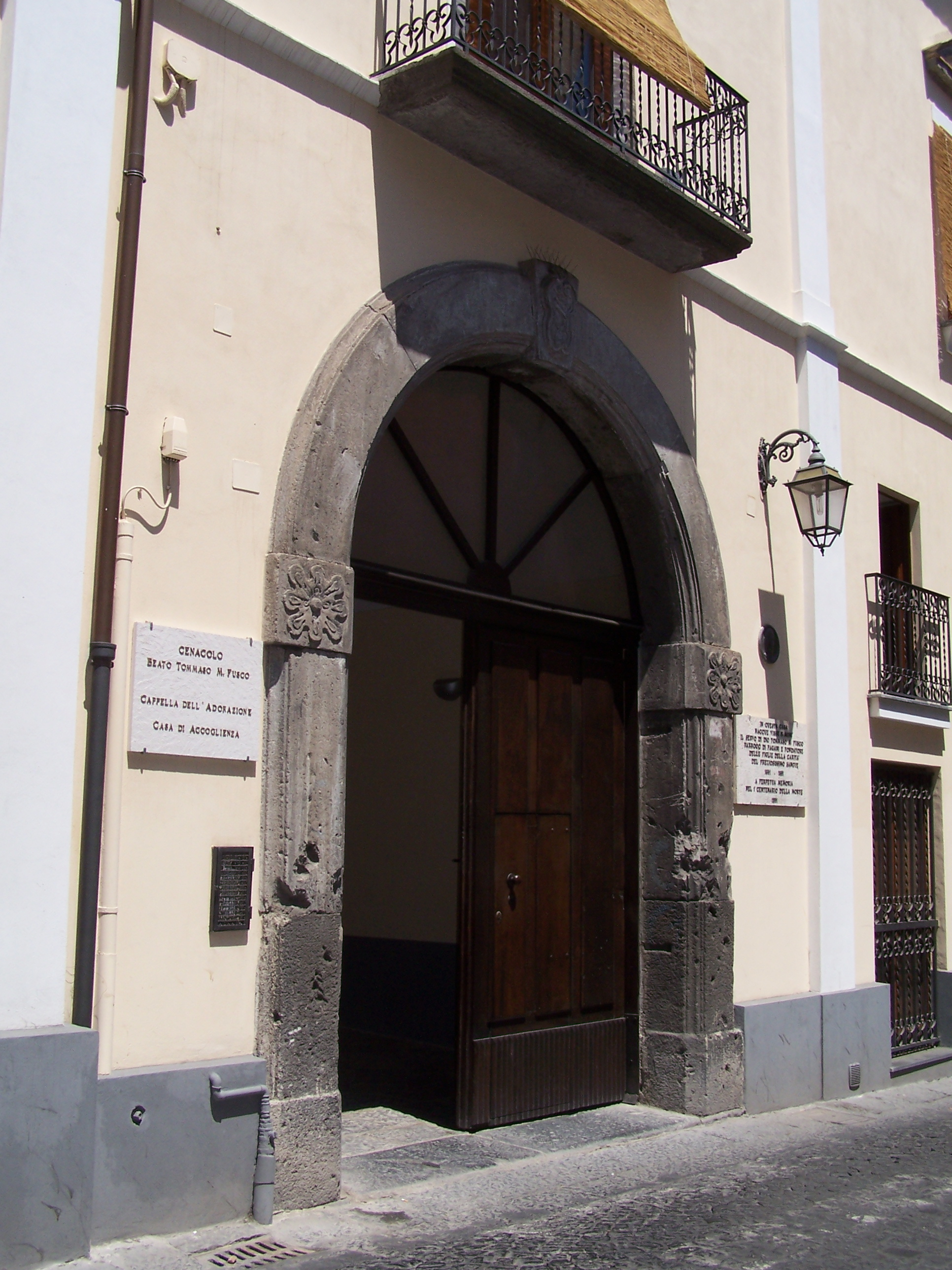
Casa natale di Tommaso Maria Fusco

### Resti archeologici
- Statua acefala e fusto di colonna marmorea. La statua, databile intorno al I secolo d.C., rappresenta l'unica testimonianza della sepoltura di un togato. La colonna, allo stato attuale, è di difficile datazione.[74]

### Aree naturali
Dalla località Torretta, raggiungibile tramite Via Amalfitana, si accede al Sentiero CAI 320. Si tratta di un percorso parte del Parco regionale dei Monti Lattari, che conduce al Valico di Chiunzi, punto di accesso alla Costiera amalfitana tra i comuni di Sant'Egidio del Monte Albino e Tramonti. La cima del Monte Chiunzi, a 855 metri s.l.m., segna inoltre il confine naturale tra Pagani e Tramonti.
Non molto distante dal Valico di Chiunzi si trova il Bosco delle Chiancolelle, area verde sita tra i comuni di Pagani, Nocera Inferiore e Tramonti. Si tratta di un naturale punto di congiunzione tra la valle del Sarno e la Costiera amalfitana, in cui in poche centinaia di metri si passa dalla vista del golfo di Napoli a quella del golfo di Salerno.

### Altro
- Scultura bronzea di Sant'Alfonso Maria de Liguori in Piazza Sant'Alfonso.
- Colonna commemorativa della visita di Papa Pio IX in Piazza Sant'Alfonso.
- Monumento ai Caduti in Piazza Bernardo D'Arezzo.
- Portale Spagnolo in Via Barbazzano.

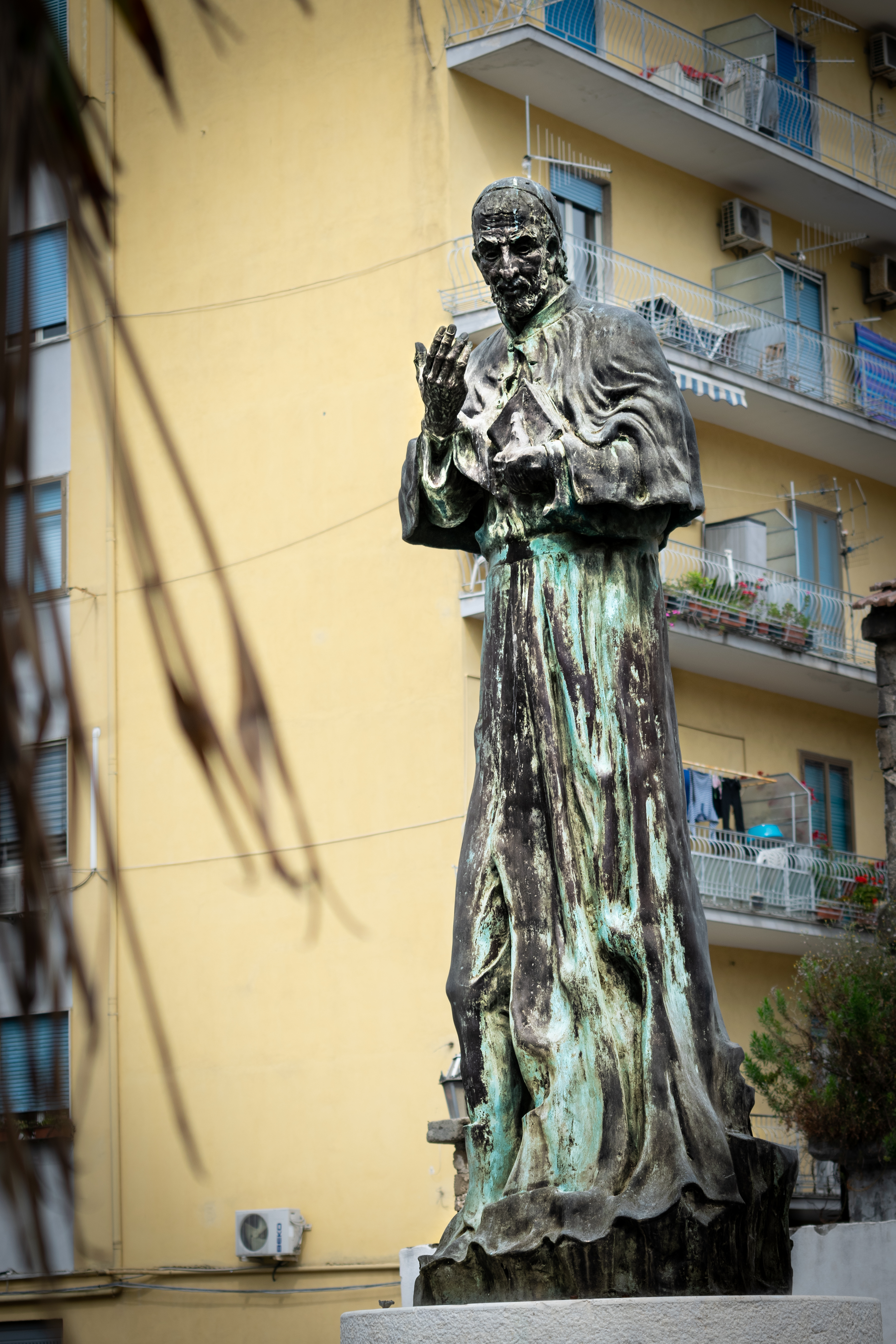
Scultura bronzea di Sant'Alfonso Maria de Liguori
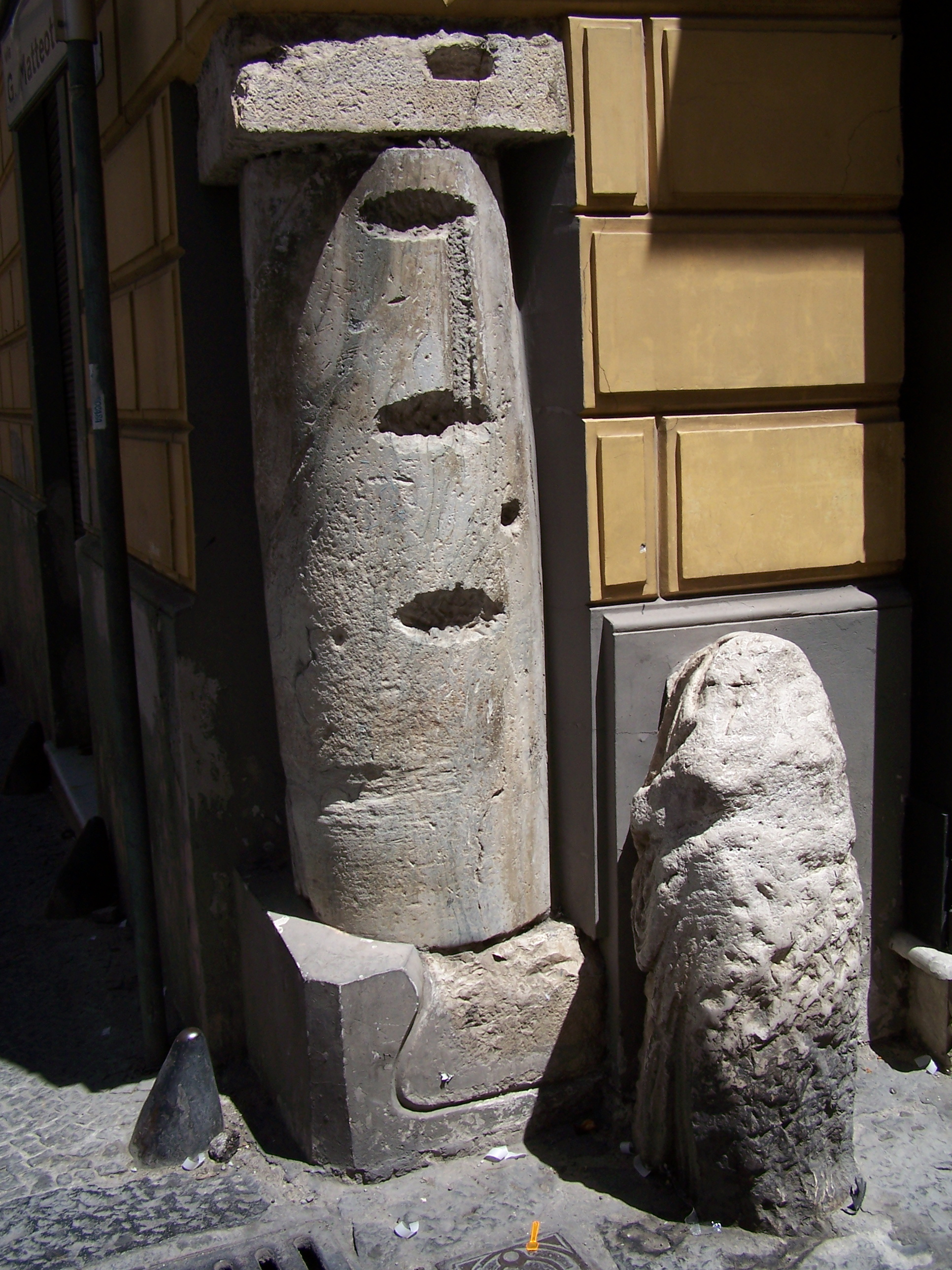
Statua e colonna marmorea Romana

## Società

### Evoluzione demografica
Abitanti censiti

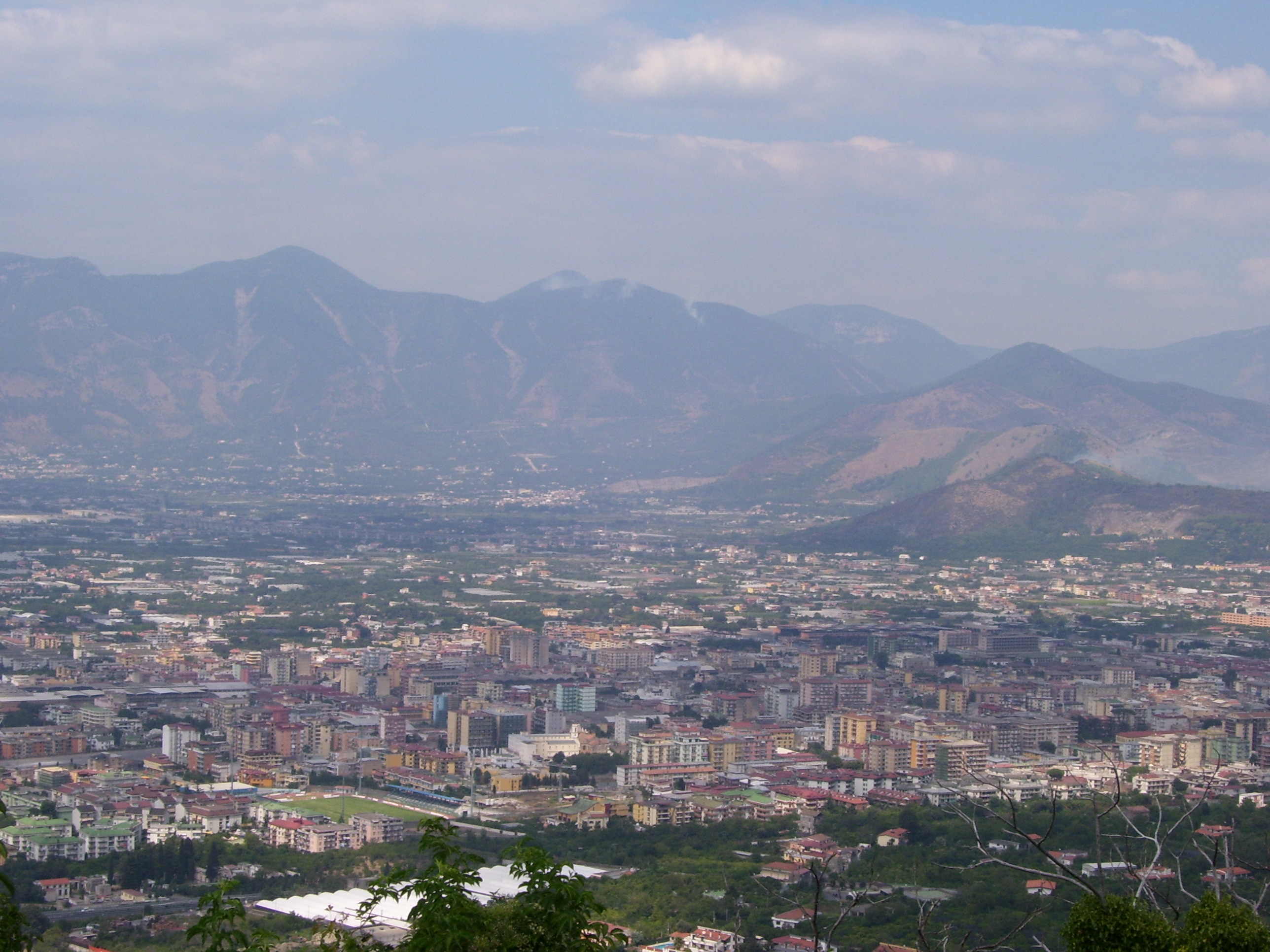
Veduta panoramica di Pagani dalla via esterna di Chiunzi

Negli ultimi trent'anni, al pari degli altri grandi comuni dell'agro nocerino, il comune ha subito una forte espansione edilizia, tanto da costituisce un unico agglomerato urbano con i vicini comuni di Nocera Inferiore e Sant'Egidio del Monte Albino ed, in particolare con la frazione di San Lorenzo.

### Etnie e minoranze straniere
Al 31 dicembre 2017 a Pagani risultano residenti 988 cittadini stranieri. Le nazionalità più numerose sono:
1. Ucraina, 250
2. Marocco, 152
3. Romania, 136
4. India, 119
5. Albania, 95
6. Bulgaria, 51
7. Cina, 26
8. Polonia, 23

### Religione
La maggioranza della popolazione è di religione cristiana di rito cattolico; il comune appartiene alla diocesi di Nocera Inferiore-Sarno ed è suddiviso in otto parrocchie.
Sono inoltre presenti due comunità evangeliche:
- Chiesa pentecostale, aderente alle Congregazioni Cristiane Pentecostali;
- Chiesa della Riconciliazione – Agro nocerino-sarnese.

### Tradizioni e folclore
(Domenico Rea, Prefazione di Poesia Dal Mio Paese di Bernardo D'Arezzo, 1975)

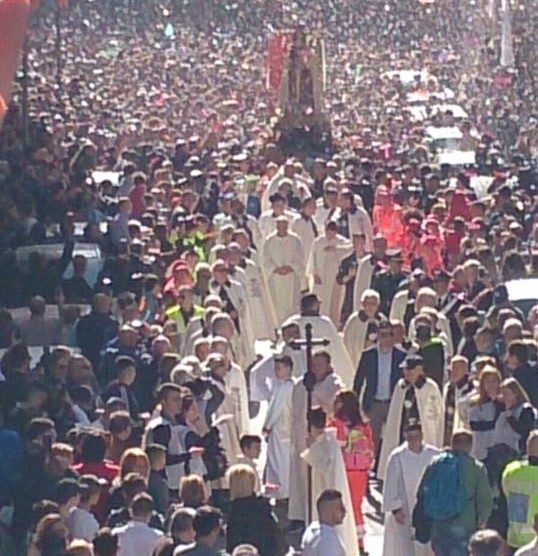
Processione Madonna delle Galline

Molto sentita dalla popolazione è la festa della Madonna delle Galline, un evento religioso e civile che si svolge annualmente a partire dal venerdì dell'ottava di Pasqua al lunedì successivo. La festa religiosa si svolge la domenica in albis con una processione della statua della Madonna del Carmine trasportata su un carro anticamente spinto dai fedeli, ma ora dotato di un motore. A essa il popolo offre vari volatili, principalmente galline, ma anche papere, colombe, tacchini, pavoni o gallinelle. All'offerta delle galline si accompagna quella di dolci o di tortani, torte rustiche infarcite di salame e uova, che costituivano un tempo il cibo ricco dei contadini. La festa è caratterizzata dal il rito del tosello e della tammurriata: i toselli si trovano all’interno dei cortili e vengono addobbati con drappeggi. I visitatori vengono ospitati ed invitati a condividere il “piatto della festa”. Il banchetto conviviale si effettua al centro del cortile così come le danze (tammurriate) che si eseguono all’interno di un cerchio umano e rievocano antichi riti di corteggiamento ed allo stesso tempo costituiscono la preghiera che si innalza verso la Madonna.

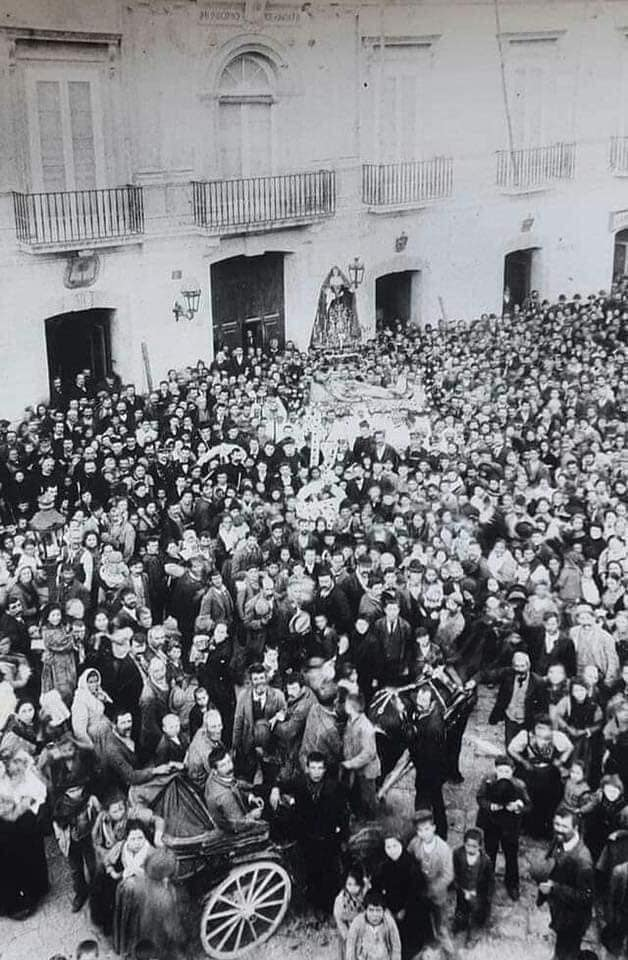
Processione del venerdì santo (foto inizi del 900)

Molto sentita è anche la Processione del Venerdì Santo, processione che anticipa la Pasqua. Evento, ricco di fascino e suggestione, che si rinnova ogni anno.
La processione, di fatto, anticipa l’inizio delle celebrazioni in onore della “Madonna delle Galline” che, come da tradizione, si festeggia la domenica dopo Pasqua.
Il corteo parte nel tardo pomeriggio, intorno alle ore 17:00, dalla Chiesa del Corpo di Cristo, subito dopo la celebrazione eucaristica. Due le statue che vengono portate in processione attraverso le strade del centro storico: quella del “Cristo Morto” seguita da quella della “Madonna Addolorata”. Il ritorno in chiesa è previsto intorno alle 21:00, sempre in Piazza Corpo di Cristo, dove le persone si radunano per assistere ad un rito che scenograficamente ricorda la chiusura del sepolcro davanti alla madre di Gesù. Infatti, mentre la statua del Cristo Morto guadagna agilmente l’ingresso della Chiesa, la statua dell’Addolorata si vede chiudere in faccia le porte. La Madonna tenta di bussare tre volte per poter entrare a compiangere il figlio, ma l’accesso le viene vietato.
Altra tradizione secolare che Pagani conserva è la Novena per l’Immacolata Concezione e quella di Natale. Una tradizione che presenta riti e costumi che creano un’atmosfera particolare ed arricchiscono la celebrazione religiosa.
La Novena (dal latino novenus, nono) è una devozione cristiana che consiste nel recitare preghiere (come il Rosario) ripetute per nove giorni consecutivi, prima della Solennità, come appunto l'Immacolata Concezione oppure il Natale. La Novena alla Madonna Immacolata inizia il 29 novembre e si conclude il 7 dicembre, mentre la Novena di Natale si celebra nei nove giorni precedenti la solennità del Natale, dal 16 al 24 dicembre, e comprende varie pratiche religiose ed orazioni, che vogliono aiutare i fedeli a prepararsi spiritualmente alla nascita di Gesù.
Tale tradizione, molto probabilmente, risale a Sant’Alfonso Maria de'Liguori, innamorato della Madonna e di Gesù Bambino. Come avviene da tantissimi anni, una banda musicale si muove lungo le strade della cittadina Paganese durante la notte suonando “la novena” ed anche musiche natalizie come "Tu scendi dalle stelle" di Sant'Alfonso, anticipando il rito religioso della preghiera in chiesa. Ad accompagnare queste solenni musiche centinaia di persone in preghiera ed i Fuochi d’artificio, soprattutto nei quartieri storici e nei pressi delle chiese storiche Paganesi, come il Corpo di Cristo.

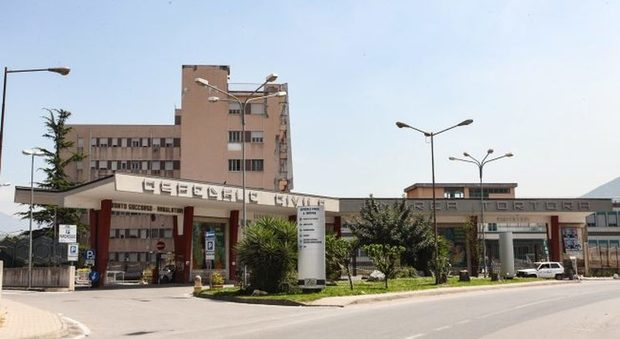
Ospedale A. Tortora

### Istituzioni, enti e associazioni
- Ospedale "A. Tortora".

Vecchio ospedale Andrea Tortora

L'Ospedale Andrea Tortora, situato in Via Alcide De Gasperi, è Presidio Ospedaliero dell'Azienda Sanitaria Locale Salerno 1. Il Tortora, assieme all'Umberto I di Nocera Inferiore, concorre alla costituzione di Ospedale di III livello previsto dal Piano Ospedaliero Regionale, con ruolo polispecialistico e funzione di III livello nell'ambito dell'emergenza.

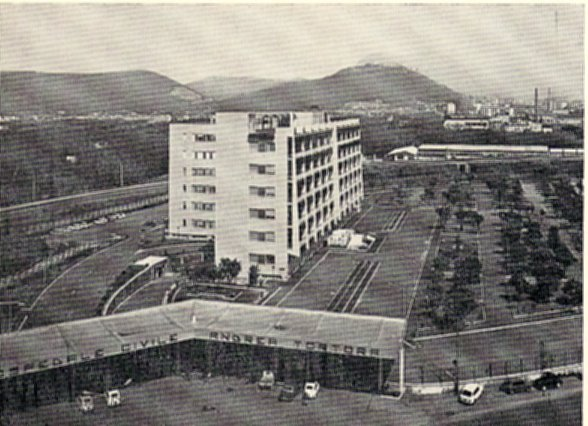
Ospedale Civile Andrea Tortora (anni 60)

Il 4 agosto 1968 il Ministro dei Lavori Pubblici, Lorenzo Natali, inaugurò la nuova struttura, tra le più moderne del Mezzogiorno d’Italia. La struttura ottocentesca del vecchio Ospedale Civile aveva lasciato spazio all’innovazione tecnologia, con oltre 300 posti letto. In qualità di Presidente del Consiglio di Amministrazione dell’Ospedale Civile “A. Tortora” Bernardo D'Arezzo si adoperò per il finanziamento e la costruzione di due nuovi edifici, per ulteriori 500 posti letto, che dovevano affiancare il primo inaugurato nel 1968.

## Cultura

### Museo alfonsiano, pinacoteca e archivio
Annessa alla basilica di Sant'Alfonso è la casa religiosa dei redentoristi, in cui sono ospitati il Museo alfonsiano, l'Archivio e la Pinacoteca.
Il museo, inaugurato nel 1990 da papa Giovanni Paolo II, raccoglie in ordine cronologico i ricordi del santo, negli stessi ambienti da lui abitati: vi sono esposti il clavicembalo su cui il santo compose Tu scendi dalle stelle, un presepe in ceramica di Capodimonte, alcuni dipinti della scuola napoletana e il bastone, la sedia a due ruote e la maschera di cera degli ultimi anni di vita fino alla morte.
La pinacoteca, inaugurata nel 1996, raccoglie circa 100 dipinti per lo più di carattere sacro, tra cui numerosi ritratti del santo. Tra le opere del XVI secolo:
- Madonna con Bambino di Decio Tramontano;
- Annunciazione e Madonna del Rosario del fiammingo Teodoro d'Errico;
- Gesù coronato di spine attribuito a Polidoro da Caravaggio.

Tra i dipinti della scuola napoletana settecentesca Adorazione del Bambino di Antonio Sarnelli. Due grandi tele raffiguranti La nascita della Vergine e La nascita di San Giovani Battista, si trovano nel coro della basilica.
L’archivio storico redentorista della provincia napoletana nasce con l’istituirsi della Congregazione del Santissimo Redentore, fondata da s. Alfonso Maria de Liguori (1696-1787) nel novembre del 1732 a Scala (SA). Esso raccoglie quindi tutto il materiale prodotto intorno a tale istituzione fino al 1841, anno in cui ci fu la suddivisione in province e il governo generale fu stabilito a Roma. Da allora in poi si limitò a contenere i documenti inerenti esclusivamente la provincia napoletana.
L’archivio a livello contenutistico può essere diviso in quattro sezioni: documenti, libri, foto e audiovisivi.
I documenti sono raggruppati in 27 fondi ancora in fase di sistemazione e catalogazione. Essi comprendono materiale molto antico e prezioso come manoscritti autografi di s. Alfonso, s. Gerardo e degli altri Santi, Beati e Venerabili della Congregazione come pure di tutti i congregati della provincia napoletana, fondo quest’ultimo in evidente continuo arricchimento. Di tali soggetti ci sono anche diversi manoscritti e prediche su diversi argomenti religiosi. Sono presenti poi anche i documenti inerenti alle fondazioni delle diverse case redentoriste della provincia napoletana.
La biblioteca dell’archivio poi comprende numerosi testi, raccolte di periodici, tesi di laurea tutti volti a presentare studi inerenti alla congregazione del Santissimo Redentore che rendono quindi sempre più approfondita la sua conoscenza.
Una raccolta di numerose foto ricorda i volti e le diverse attività svolte dai missionari redentoristi ma sono presenti anche foto d’epoca dei luoghi visitati e dove si sono svolte missioni.
Stessa finalità ha la raccolta degli audiovisivi che ripropone, a chi voglia riviverli, i momenti più significativi riguardanti l’operato della Congregazione all’interno della provincia napoletana redentorista.
L’Archivio della Provincia Napoletana dei Padri Redentoristi di Pagani (SA) costituisce quindi una fonte di non secondaria importanza per la ricostruzione degli aspetti storici, religiosi e sociali della città di Pagani.
In data 25 febbraio 2014 tale archivio ha ricevuto da parte della Soprintendenza dei Beni Archivistici della Campania, la comunicazione di avvio al procedimenti per la dichiarazione di interesse culturale ai sensi dell’art. 14 del Codice dei Beni culturali e del paesaggio.

### Cucina
La specialità culinaria locale è costituita dai carciofi arrostiti.
Durante la Pasqua e durante la festa della Madonna delle Galline della domenica in albis, si cucinano tagliolini e tortano.

## Economia

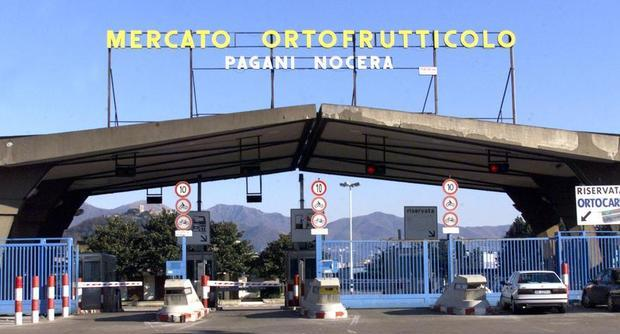
Mercato Ortofrutticolo Pagani Nocera

Fino agli anni cinquanta comune prevalentemente agricolo, Pagani ha avuto a partire dagli anni sessanta un discreto sviluppo industriale soprattutto nel comparto agroalimentare. Vi si coltiva il pomodoro San Marzano.
Per più di un secolo è stato presente sul territorio comunale uno stabilimento conserviero appartenente al gruppo Cirio, dismesso poi nel 2000. A Pagani è presente una delle tre sedi italiane del gruppo Ericsson.
Pagani inoltre è co-sede del mercato ortofrutticolo di Pagani e Nocera, nato nel 1968 per volere dell'onorevole Bernardo D'Arezzo. Tale struttura si estende su una superficie di 180000 m² rappresentando una delle più grandi realtà del meridione.

## Infrastrutture e trasporti
Il comune è interessato dalle seguenti direttrici stradali:
- Strada regionale 367/a Innesto SS 18-S.Marzano-S.Valentino Torio.
- Strada provinciale 103 Via Filettine di Pagani.
- Strada provinciale 123 Dalla sottostazione ENEL-verso Pagani.
- Strada provinciale 281 Bivio SP 2-Inizio occidentale-Variante di Pagani.
- Strada provinciale 292 Innesto SS 367-Quarto San Marzano-Via Filettino.
- Strada provinciale 298 Casatori-Ponte Migliaro.
- Strada provinciale 328 Via Corallo (dalla SS 18-Rosto di Fullo-Innesto Zaccagnuolo-Ponte Migliaro-Innesto SP 103).
- Strada provinciale 380 Via Taurano di Pagani.
- Strada provinciale 381 Via Fiuminale di Pagani.
- Strada provinciale 383 via Madonna di Fatima di Pagani.
- Strada provinciale 384 via Zaccagnuolo di Pagani.

Il comune è collegato tramite lo svincolo Nocera-Pagani, all'autostrada A30 Caserta-Salerno.
Fra il 1911 e il 1952 Pagani era servita dalla tranvia Salerno-Pompei, esercita dalla società Tranvie Elettriche della Provincia di Salerno (TEPS).
I trasporti interurbani di Pagani vengono svolti con servizi regolari di autobus gestiti dalla società Busitalia Campania S.p.A..
La città di Pagani è servita da una omonima stazione ferroviaria, servita da treni regionali svolti da Trenitalia nell'ambito del contratto di servizio stipulato con la Regione Campania.

## Amministrazione
Il Comune è stato sciolto nel marzo 2012 per infiltrazione mafiosa (art.143 d.lgs. 267/2000) ed è stato retto, fino alla successiva elezione del 2014, da una commissione straordinaria composta da tre commissari.

### Gemellaggi
- Vaglia, dall'ottobre 2003[91]

## Sport
La principale squadra di calcio è la Paganese Calcio 1926, che  milita in Serie D. Fu fondata nel 1926 con la denominazione Unione Sportiva Paganese.